# Franklin D. Roosevelt

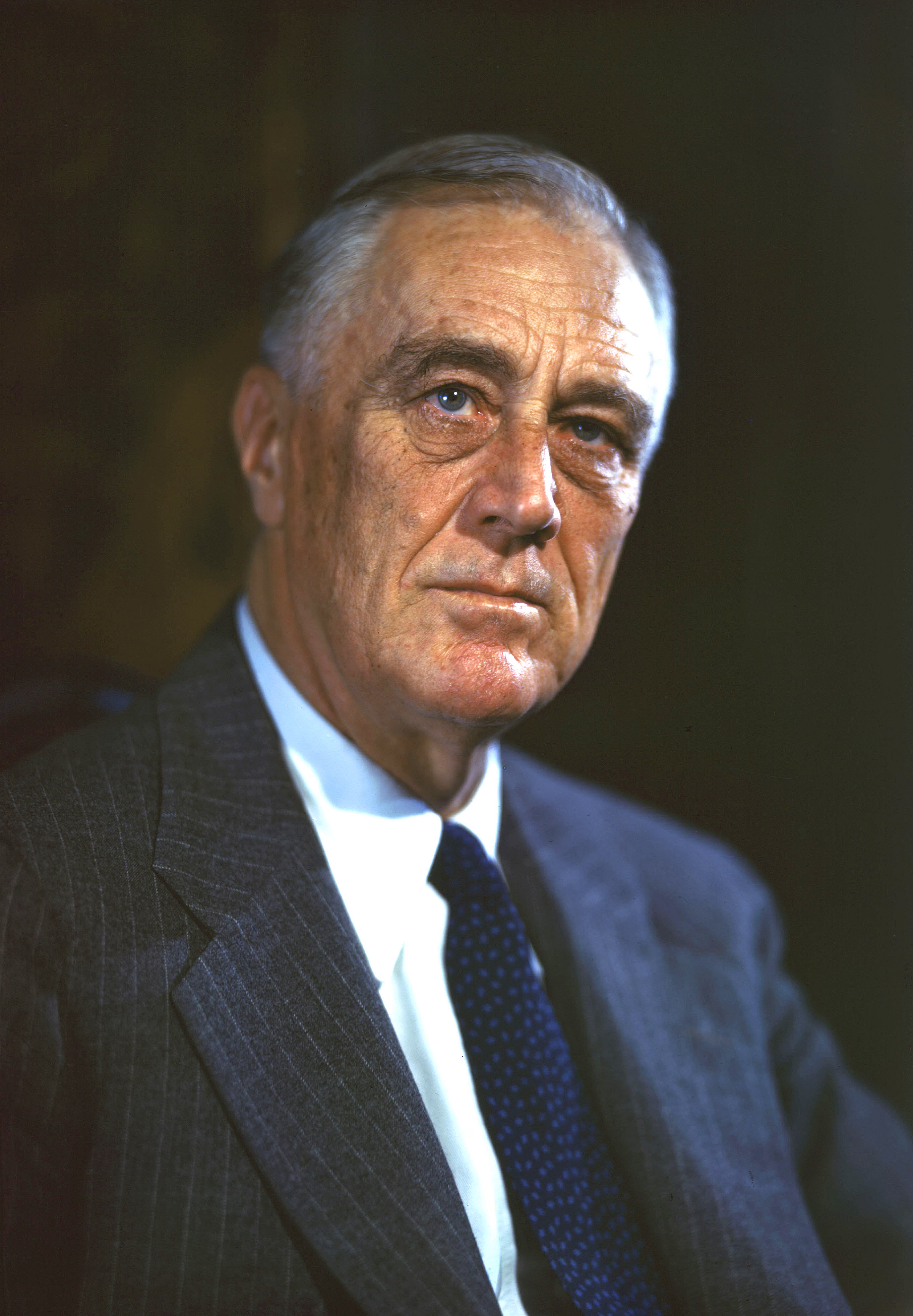
Franklin D. Roosevelt (1944)

Franklin Delano Roosevelt [ˈfɹæŋk.lɪn ˈdɛlənoʊ ˈɹoʊzə.vɛlt] ⓘ (* 30. Januar 1882 in Hyde Park, New York; † 12. April 1945 in Warm Springs, Georgia), oft mit seinen Initialen FDR abgekürzt, war vom 4. März 1933 bis zu seinem Tod der 32. Präsident der Vereinigten Staaten. Er gehörte der Demokratischen Partei an.
Roosevelt entstammte einer bekannten und wohlhabenden Familie aus dem Bundesstaat New York. Er studierte Rechtswissenschaften und begann 1910 seine politische Karriere als Mitglied des Senats von New York. In der Regierung von Präsident Woodrow Wilson war er von 1913 bis 1921 Staatssekretär (Assistant Secretary) im Marineministerium. Bei der US-Präsidentschaftswahl am 2. November 1920 kandidierte er als Running Mate von James M. Cox für das Amt des US-Vizepräsidenten; sie verloren die Wahl. Im August 1921 erkrankte er mutmaßlich an Kinderlähmung; er war fortan von der Hüfte ab weitgehend gelähmt und konnte kaum selbstständig gehen. Er nahm 1928 seine politische Karriere wieder auf und wurde bei der New York state election am 6. November 1928 zum Gouverneur von New York gewählt. Dieses Amt übte er von 1929 bis 1932 aus und konnte dort wichtige Reformen zur Bekämpfung der Great Depression umsetzen.
Als Präsidentschaftskandidat seiner Partei bei der Wahl von 1932 besiegte er den Amtsinhaber Herbert Hoover. Nach seiner ersten Amtszeit wurde er 1936, 1940 und 1944 wiedergewählt – er ist damit der einzige US-Präsident, der länger als zwei Wahlperioden amtierte. Seine Präsidentschaft ist durch innenpolitische Reformen unter dem Schlagwort New Deal zur Bekämpfung der Weltwirtschaftskrise geprägt. Seine Politik setzte die Leitlinie zum regulierenden Eingreifen der amerikanischen Regierung ins wirtschaftliche Geschehen, um Allgemeininteressen durchzusetzen. Zudem brachten die Einführung der Sozialversicherung und eines bundesweiten Mindestlohns nachhaltige Veränderungen im Sozialwesen des Landes mit sich.
Das bedeutendste außenpolitische Ereignis war die nach dem japanischen Überfall auf Pearl Harbor am 7. Dezember 1941 erfolgende Kriegserklärung Deutschlands und Italiens an die Vereinigten Staaten vom 11. Dezember 1941, die zum Eintritt der Vereinigten Staaten in den Zweiten Weltkrieg führte. Roosevelt widmete sich trotz der politischen und gesellschaftlichen Gegensätze zur Sowjetunion aktiv dem Aufbau der Anti-Hitler-Koalition und hatte entscheidenden Anteil an der Definition der alliierten Kriegsziele gegen die Achsenmächte. Unter seiner Führung erfuhr die bis dahin überwiegend isolationistische US-Außenpolitik eine neue Ausrichtung hin zum Internationalismus. Mit seiner Politik versuchte Roosevelt, anstelle eines Nationalismus dem Gedanken der globalen Abhängigkeit aller von allen Geltung zu verschaffen. Ausdruck wurde dem durch die Gründung der Vereinten Nationen (UNO) 1945 verliehen, die der Präsident maßgeblich vorangetrieben hatte. Roosevelt erlebte jedoch das Kriegsende in Europa sowie die Kapitulation Japans nicht mehr. Nur wenige Wochen vor der bedingungslosen Kapitulation der deutschen Wehrmacht starb der gesundheitlich angeschlagene Präsident im April 1945 an einer Hirnblutung. Die Nachfolge als Präsident trat sein Stellvertreter Harry S. Truman an.
Roosevelt ging als einer der prägendsten Präsidenten in die amerikanische Geschichte ein und gehört zu den bedeutendsten Staatsmännern des 20. Jahrhunderts. In Umfragen unter Historikern und der US-Bevölkerung belegt er stets einen der ersten drei Plätze der besten US-Präsidenten (gemeinsam mit George Washington und Abraham Lincoln). Sowohl seine progressive Reformpolitik des New Deal, verbunden mit seinem als charismatisch empfundenen Auftreten, das Zuversicht und Optimismus in der Bevölkerung trotz der Weltwirtschaftskrise weckte, als auch sein Agieren als politischer Führer im Zweiten Weltkrieg werden sehr positiv bewertet.

## Leben vor der Präsidentschaft

### Familie

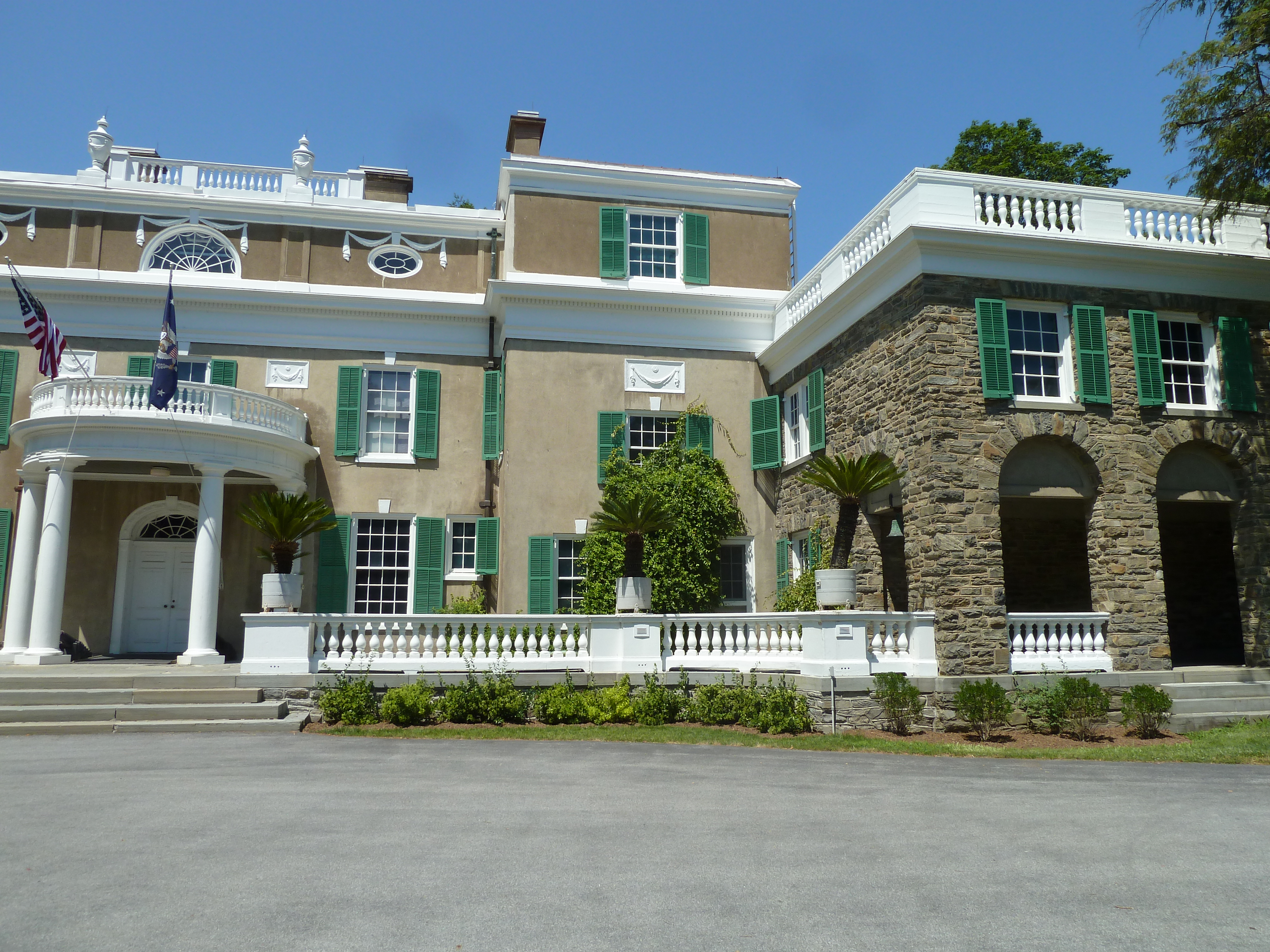
Springwood, das Geburts- und lebenslange Wohnhaus von Roosevelt in der Home of Franklin D. Roosevelt National Historic Site

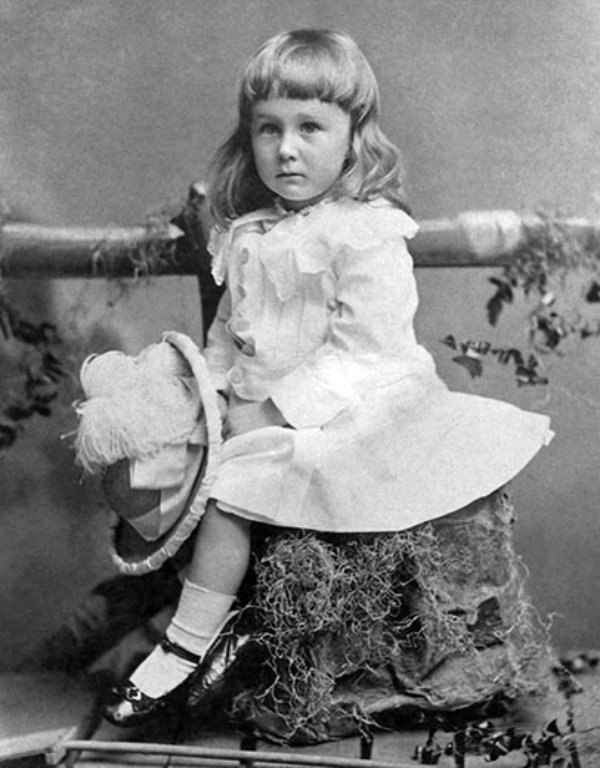
Der zweijährige Roosevelt, 1884

Roosevelt (links) mit seinem Vater und einer Verwandten beim Segeln, 1899

Franklin und Eleanor Roosevelt auf Campobello Island, 1903

Porträt Roosevelts aus dem Jahr 1903

Franklin D. Roosevelt entstammte einer der wohlhabendsten und vornehmsten Familien New Yorks, deren Vorfahren aus den Niederlanden kamen. Der episkopale Christ war entfernt mit dem republikanischen 26. US-Präsidenten Theodore Roosevelt verwandt (Cousin 5. Grades).
Vater James Roosevelt, der das Leben eines „Landedelmannes“ pflegte, investierte die Gewinne aus seinem 500 Hektar großen Landgut in Eisenbahnbau und Stahlindustrie und war Vorstandsmitglied bei mehreren Unternehmen. Er legte viel Wert auf klassische Kultur- und Bildungsstandards. Seine gesellschaftlichen Aktivitäten beschränkten sich auf die Unterstützung von Hilfsorganisationen. Politische Ambitionen verfolgte James nicht; er war jedoch ein Stammwähler der Demokraten. Mutter Sara Ann Delano Roosevelt war 26 Jahre jünger als ihr Mann James, für den es die zweite Ehe war. Sie entstammte einer der wohlhabenden Kaufmannsfamilien Neuenglands und brachte eine Mitgift von einer Million Dollar in die Ehe ein.
Roosevelt wuchs wohlbehütet als Einzelkind auf. Bis zu seinem 14. Lebensjahr hatte er Privatunterricht, unter anderem in Latein, Französisch, Deutsch und europäischer Geschichte. Die Roosevelts unternahmen häufig Europareisen. Zwischen 1891 und 1896 verbrachte Roosevelt einen Teil seiner Kindheit in Europa. Unter anderem hielt er sich als Neunjähriger drei Monate während eines Kuraufenthalts seiner Eltern in Bad Nauheim in Hessen auf. Dort besuchte er auch einige Zeit die Schule. Während seines Deutschlandaufenthaltes entwickelte er ein ihn zeitlebens prägendes negatives Deutschlandbild, welches auch schon sein Vater vertreten hatte. Durch den Sprachunterricht sowie seinen Aufenthalt in Europa sprach Roosevelt fließend Deutsch und Französisch.
Seit dem 17. März 1905 war Roosevelt mit Eleanor Roosevelt verheiratet, einer Nichte von Theodore Roosevelt. Sie wurde später selbst zu einer bekannten Person des öffentlichen Lebens, die sich für zahlreiche soziale Projekte engagierte. Aus der Verbindung gingen zwischen 1906 und 1916 sechs Kinder (eine Tochter und fünf Söhne) hervor, von denen zwei ebenfalls eine politische Laufbahn einschlugen. Der älteste Sohn, James (1907–1991), war von 1955 bis 1965 Kongressabgeordneter für Kalifornien; sein jüngerer Bruder Franklin Jr. (1914–1988) saß von 1949 bis 1955 für den Staat New York im Repräsentantenhaus. Beide scheiterten mit Kandidaturen als Gouverneure ihrer jeweiligen Staaten.
Roosevelt hatte eine Reihe außerehelicher Affären. Die längste und bekannteste war die Beziehung zu Lucy Mercer, die er 1914 kennengelernt hatte. Eleanor Roosevelt erfuhr im September 1918 von der Romanze Franklins mit ihrer Sekretärin. Franklin selbst dachte über eine Scheidung nach, doch Lucy Mercer war als gläubige Katholikin nicht bereit, einen geschiedenen Mann zu heiraten. Wichtiger war seine Mutter. Sara Roosevelt warnte ihren Sohn vor einer Scheidung; diese würde seine politische Karriere beenden und das Ansehen der Familie beschädigen, sie würde ihn zudem enterben. Obwohl Franklin versprach, seine Geliebte nicht wieder zu sehen, und die Roosevelts verheiratet blieben, vergab Eleanor ihrem Mann den Ehebruch nie. Sie widmete sich fortan verstärkt ihrem sozialen Engagement, was Franklin politisch unterstützte. Fortan unterhielten die Roosevelts jedoch mehr eine politische Partnerschaft als eine liebevolle Ehebeziehung. Kurz nach dem Bekanntwerden seiner Affäre mit Lucy Mercer legte sich Eleanor einen Zweitwohnsitz in Hyde Park zu. Der emotionale Bruch ging so weit, dass es Eleanor 1942 ablehnte, wieder vollständig mit ihrem Mann zusammenzuleben.
Roosevelt brach sein Versprechen bald, indem er sich weiterhin mit Mercer verabredete. Vor allem nach seinem Amtsantritt als Präsident kam es zu regelmäßigen Begegnungen; Mercer war auch bei dem Präsidenten, als er im April 1945 in seinem Haus in Warm Springs starb. Zuvor war es seit dem Tod von Mercers Ehemann im März 1944 zu häufigeren Verabredungen gekommen. Roosevelt hatte seine Tochter Anna gebeten, Begegnungen mit seiner Geliebten ohne Eleanors Wissen zu arrangieren. Seine Beziehung zu Mercer wurde erst in den 1960er-Jahren öffentlich bekannt.
Roosevelts Sohn Elliott gab nach dem Tod seines Vaters an, der Präsident habe außerdem über einen Zeitraum von 20 Jahren eine Liebesbeziehung zu seiner Sekretärin Marguerite LeHand unterhalten, bis sie im Sommer 1944 starb.

### Schul- und Universitätsausbildung
Im Jahr 1896 trat Roosevelt in die Groton School nordwestlich von Boston ein. In dieser Eliteschule, die nach englischem Vorbild gegründet und von dem episkopalen Geistlichen Endicott Peabody geleitet wurde, stand die Erziehung zu einem „christlich geprägten Gentleman“, der ganz im Einsatz für Volk und Vaterland aufgehen sollte, im Vordergrund. Die Lernanstalt legte besonderen Wert auf die klassisch-humanistischen Fächer, Religiosität, asketische Lebensführung und sportliche Aktivitäten. Politische oder gesellschaftliche Themen fanden keinen Einzug. Trotz seines Ehrgeizes blieb Roosevelt im Schulischen und Sportlichen nur Mittelmaß. Besondere Hingabe entwickelte er jedoch bei seinen gemeinnützigen Aufgaben.
In seinen jungen Jahren machten zwei Menschen auf Roosevelt besonderen Eindruck: sein Verwandter, der republikanische US-Präsident Theodore Roosevelt, der als erster progressiver Präsident (1901–1909) galt, sowie der US-Admiral Alfred Thayer Mahan und sein Werk „The Influence of Sea Power upon History, 1660–1783“, das die Bedeutung der Flotte für die Weltmachtstellung eines Staates hervorhob.
Von 1900 bis 1904 studierte Roosevelt an der Harvard University in Cambridge, Massachusetts. An der bedeutendsten Lehranstalt des Landes ging es Roosevelt wie seinen Mitstudenten nicht vorwiegend um ausgezeichnete Studienleistungen, sondern auch um das Knüpfen von Netzwerken und den Ausbau seiner Führungsqualitäten. Deshalb spielten Nebenaktivitäten eine große Rolle. Roosevelt war Mitglied der Studentenverbindung „Alpha Delta Phi“ und engagierte sich in der Uni-Zeitung „Crimson“, deren Chefredakteur er wurde. Nach drei Jahren schloss er das Studium, das sich aus verschiedenen Fächern (unter anderem Volkswirtschaftslehre, Kunstgeschichte und Rhetorik) zusammensetzte, mit einem „Bachelor of Arts“ ab. Politisch blieb Roosevelt noch unentschieden. Er stand zwischen der demokratischen Tradition seiner Familie und dem Republikaner Theodore Roosevelt, den er sehr verehrte.
Ab 1904 studierte Roosevelt Jura an der Columbia University. Das Fach weckte in ihm kaum Begeisterung. Trotz einer nur befriedigenden Abschlussnote fing er dank guter Kontakte in einer renommierten New Yorker Anwaltskanzlei an. Der Anwaltsberuf brachte Roosevelt keine Erfüllung. So entschied er sich, in der Politik seine Berufung zu sehen und es seinem berühmten Vetter gleichzumachen: die politische Karriereleiter bis zum Amt des US-Präsidenten zu erklimmen.

### Beginn der politischen Karriere und Staatssenator in New York
Roosevelt war politisch, wie auch sein entfernter Cousin Theodore Roosevelt (der republikanische US-Präsident von 1901 bis 1909), ein überzeugter Progressiver. Seine „progressive“ Einstellung begrenzte sich nicht nur auf innenpolitische Reformen (Stärkung der demokratischen Mechanismen, Stärkung des Gemeinwohls, Umweltschutz), sondern bestimmte auch seine außenpolitische Ausrichtung: er war ein „Internationalist“, der für eine aktive Rolle der USA im Weltgeschehen eintrat. Doch für eine globale Machtstellung schienen die USA noch nicht bereit zu sein. Der US-Senat lehnte mit seiner republikanischen Mehrheit den Versailler Vertrag und den Beitritt zum Völkerbund ab, der auf der Idee Woodrow Wilsons beruhte. Auch Roosevelt begrüßte die Einrichtung einer internationalen Organisation, die zwischenstaatliche Konflikte friedlich lösen sollte. Noch sollten für die nächsten 20 Jahre die „Isolationisten“ den außenpolitischen Kurs der USA bestimmen.
1910 wurde Roosevelt im Alter von 28 Jahren für den Bezirk um Hyde Park im Dutchess County – der seit 1884 für keinen demokratischen Kandidaten mehr gestimmt hatte – in den Senat von New York gewählt. Ausschlaggebend für seinen Wahlerfolg (15.708 Stimmen für Roosevelt und 14.568 Stimmen für den republikanischen Gegenkandidaten John F. Schlosser) war neben dem Bekanntheitsgrad seiner Familie und seines Vetters Theodore sein unorthodoxer Wahlkampfstil: er fuhr mit einem mit Fahnen bestückten roten Auto durch die Straßen und sprach mit einfachen Leuten. Im Vordergrund der Wahlkampfrhetorik stand die Bekämpfung der Korruption in Politik und Verwaltung. Zwar konnte er mit anderen Demokraten nicht die Macht der korrupten Parteibosse in der eigenen Partei brechen (→ Tammany Hall), aber die interne „Revolte“ war für den Neuling Roosevelt ein nützliches Lehrstück in Sachen Politik und trug wesentlich zu seiner Popularität bei.
Während seiner Senatorentätigkeit (1910–1913) setzte er sich für Reformen der politischen Willensbildung (Direktwahl der Senatoren auf Bundesebene, Frauenwahlrecht) ein, bekämpfte die rigorose Abholzung der Wälder – das deutlichste Erbe seines Vetters Theodore – und stand für die Verbesserung der Lebensbedingungen von Farmern und Arbeitern ein.
Als Senator erwarb Roosevelt das nötige politische Handwerk und den Ruf eines „progressiven Demokraten“. Somit stand er in seiner politischen Überzeugung der „progressive movement“ nahe, die als Antwort auf die negativen Auswüchse des Kapitalismus galt und zu einer dominierenden Geisteshaltung der Zeit wurde. Dank seiner „fortschrittlichen“ Überzeugungen und seiner energischen Unterstützung der Präsidentschaftskandidatur von Woodrow Wilson 1912, dem Hauptvertreter des „progressive movements“ auf der Seite der Demokraten, gelang Roosevelt der Sprung nach Washington, D.C.

### Staatssekretär im Marineministerium
Im Frühjahr 1913 wurde Roosevelt von Präsident Wilson zum bis dato jüngsten Staatssekretär (Assistant Secretary) im Marineministerium ernannt – ein entscheidender Posten für seine Laufbahn. Auch Theodore Roosevelt hatte vor seiner Präsidentschaft dieses Amt innegehabt; und auch Franklin übernahm danach das Amt als Gouverneur von New York. Roosevelt ging in seiner Position auf, baute seine Stellung im Ministerium aus und knüpfte wichtige Kontakte zu Militärs, Schiffbau-Unternehmen und Gewerkschaften. Da er die Bedeutung der Marine für die Verteidigung des Landes, aber auch für die Kontrolle der Wirtschaftswege erkannte, befürwortete er den Ausbau der Marine, was ihm die Sympathie der Admiräle einbrachte.
Früher als Wilson, den Roosevelt bewunderte, sprach er sich für den Eintritt der USA in den Ersten Weltkrieg aus, um die Sicherheit der Märkte zu garantieren und um die liberal-demokratischen Werte der USA in die Welt zu „exportieren“. Im Oktober 1918 wollte sich Roosevelt sogar zum Kriegsdienst melden, das Ende des Krieges verhinderte dies jedoch.

### Kandidatur als Vizepräsident 1920

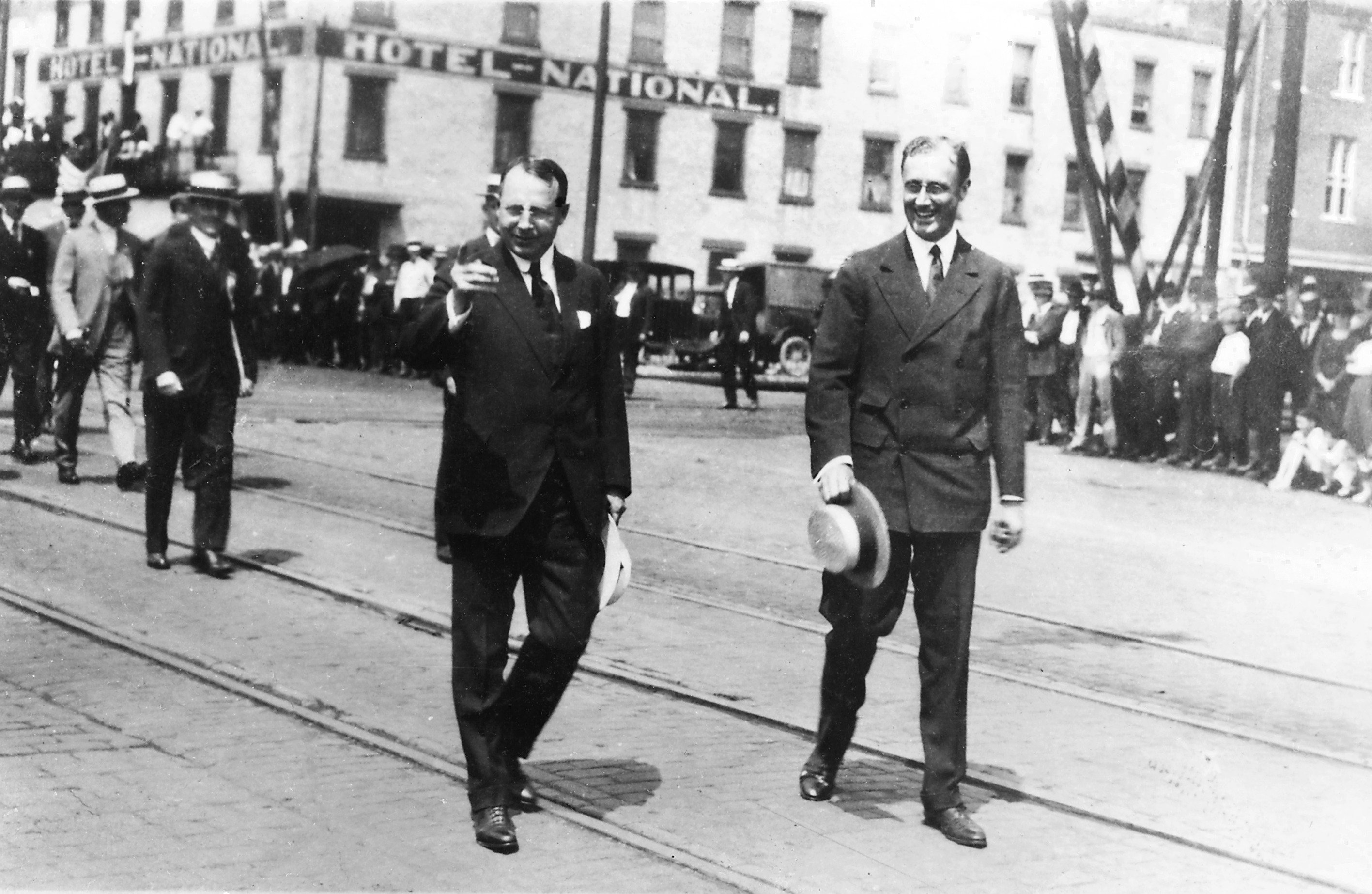
Roosevelt (rechts) bei einem Wahlkampfauftritt mit James Cox in Dayton, Ohio, im August 1920

Mit dem Ende der Präsidentschaft Wilsons kam auch für Roosevelt der Abschied aus Washington. Im politischen Geschehen wollte er jedoch nicht vergessen werden. Durch eine Aufsehen erregende Rede, in der er die Republikaner als die Partei der Reaktion und der Millionäre bezeichnete, machte er seinen Namen bei den Demokraten bekannt. Sie rechneten mit ihm als dem neuen Präsidentschaftskandidaten, aber Roosevelt lehnte ab, da ihm bewusst war, dass die Demokraten gerade jetzt nicht siegen würden.
Er ließ sich zumindest als Vizepräsidentschaftskandidat hinter dem demokratischen Präsidentschaftsanwärter James M. Cox aufstellen, um so seine Popularität bundesweit zu steigern. Im Wahlkampf von 1920 präsentierte er sich als energischer Reformer und global ausgerichteter Außenpolitiker. Von dem haushohen – und vorhersehbaren – Sieg der Republikaner ließ sich Roosevelt nicht entmutigen; im Alter von 38 Jahren standen ihm politisch alle Türen offen. Er kehrte im selben Jahr nach New York zurück und eröffnete eine Anwaltskanzlei. Unter anderem war er als Vizepräsident einer Finanzgesellschaft tätig.

### Erkrankung

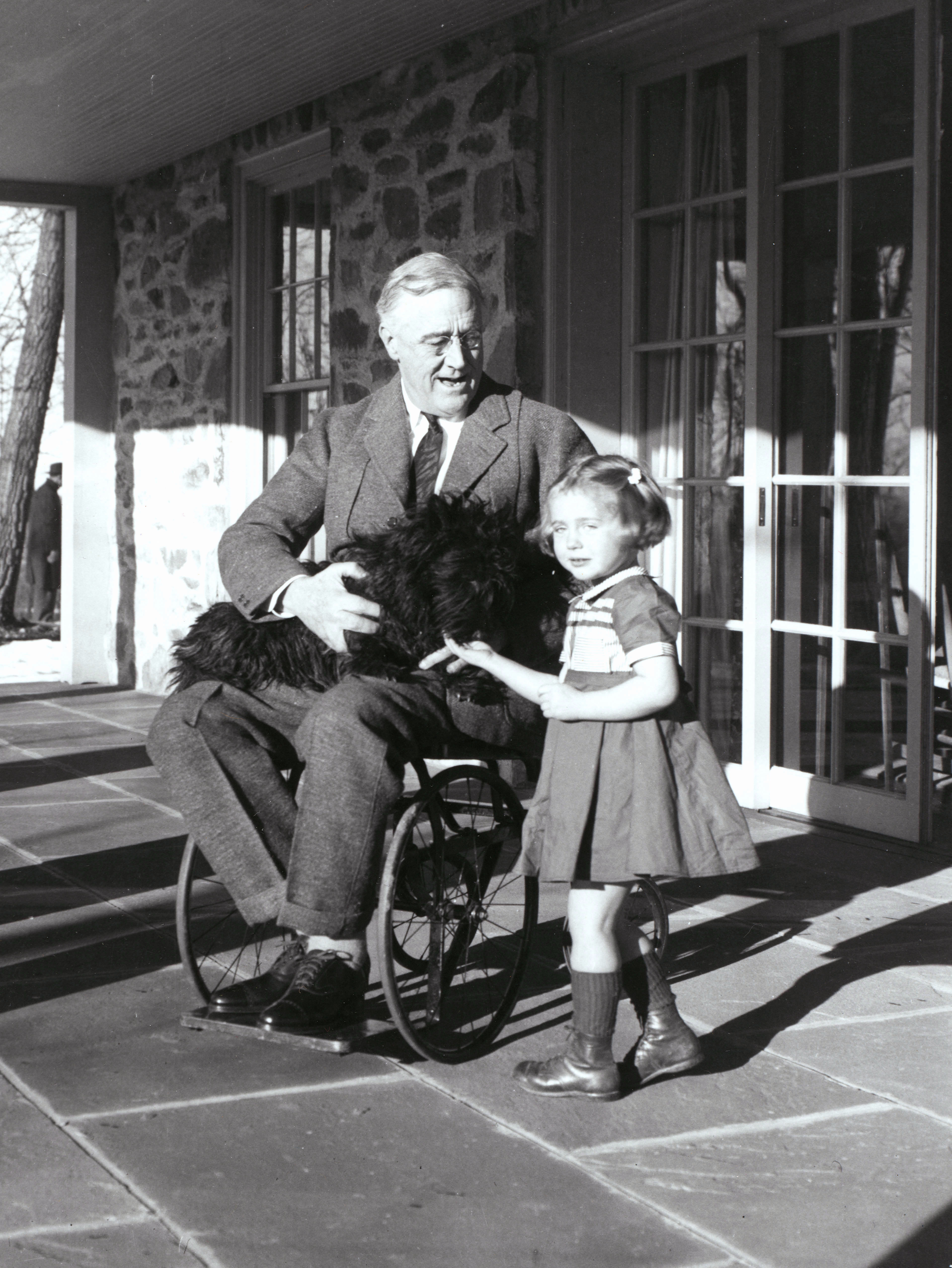
Roosevelt im Rollstuhl, 1941

Im Sommer 1921 erkrankte Roosevelt schwer. Seine Krankheit wurde seinerzeit als Poliomyelitis (Kinderlähmung) angesehen. Neuere Forschungen anhand der Krankenakten an der Universität von Texas aus dem Jahr 2003 ergaben, dass es sich möglicherweise um das damals noch weitgehend unbekannte Guillain-Barré-Syndrom handelte – eine seltene Nervenkrankheit, die, wie in Roosevelts Fall, zu Lähmungen führen kann. Dies ist aber umstritten. Zusammen mit seinem Freund und Kanzleipartner Basil O’Connor gründete er zwei Stiftungen zur Hilfe für Poliokranke.
Um in der Öffentlichkeit nicht den Eindruck zu erwecken, er sei komplett unfähig zu gehen, trainierte Roosevelt in den Jahren nach seiner Erkrankung mühsam, einige Schritte zu gehen. Trotzdem konnte er sich seither auch mit Gehhilfen nur mühsam fortbewegen und war weitgehend auf die Benutzung eines Rollstuhls angewiesen. Seine kurzen Gehstrecken bewältigte Roosevelt meist mithilfe von Angehörigen und Sicherheitsbeamten, bei denen er sich mit den Armen einhakte; zusätzlich trug er häufig einen Spazierstock bei sich. Darüber hinaus musste er zum Gehen Beinschienen tragen. Allerdings bewegte sich Roosevelt häufig mit einem Auto. Der Präsident ließ die Pedale seines Autos entsprechend umbauen, sodass er das Fahrzeug komplett per Hand steuern konnte, was ihm zusätzliche Mobilität verschaffte.
Trotz seiner Abhängigkeit vom Rollstuhl vermied er es, in einem solchen fotografiert zu werden; es existieren etwa nur eine Handvoll Aufnahmen, die ihn im Rollstuhl zeigen. Auch vermied er es, beim Gehen gefilmt zu werden; insgesamt existieren nur etwa zwölf Sekunden solchen Filmmaterials. Seine Erkrankung und die daraus entstandene körperliche Einschränkung waren der amerikanischen Öffentlichkeit und somit den Wählern nicht im vollen Umfang bekannt. Bei seiner Ansprache vor dem Kongress am 1. März 1945, gut einen Monat vor seinem Tod, räumte Roosevelt sein Leiden de facto öffentlich ein, indem er die Abgeordneten um Verständnis bat, die Rede im Sitzen zu halten:

“This makes it a lot easier for me not to have to carry about ten pounds of steel around on the bottom of my legs.”

„Dies macht es mir viel leichter, nicht etwa zehn Pfund Stahl an meinen Beinen unten mit mir herumtragen zu müssen.“

### Gouverneur von New York

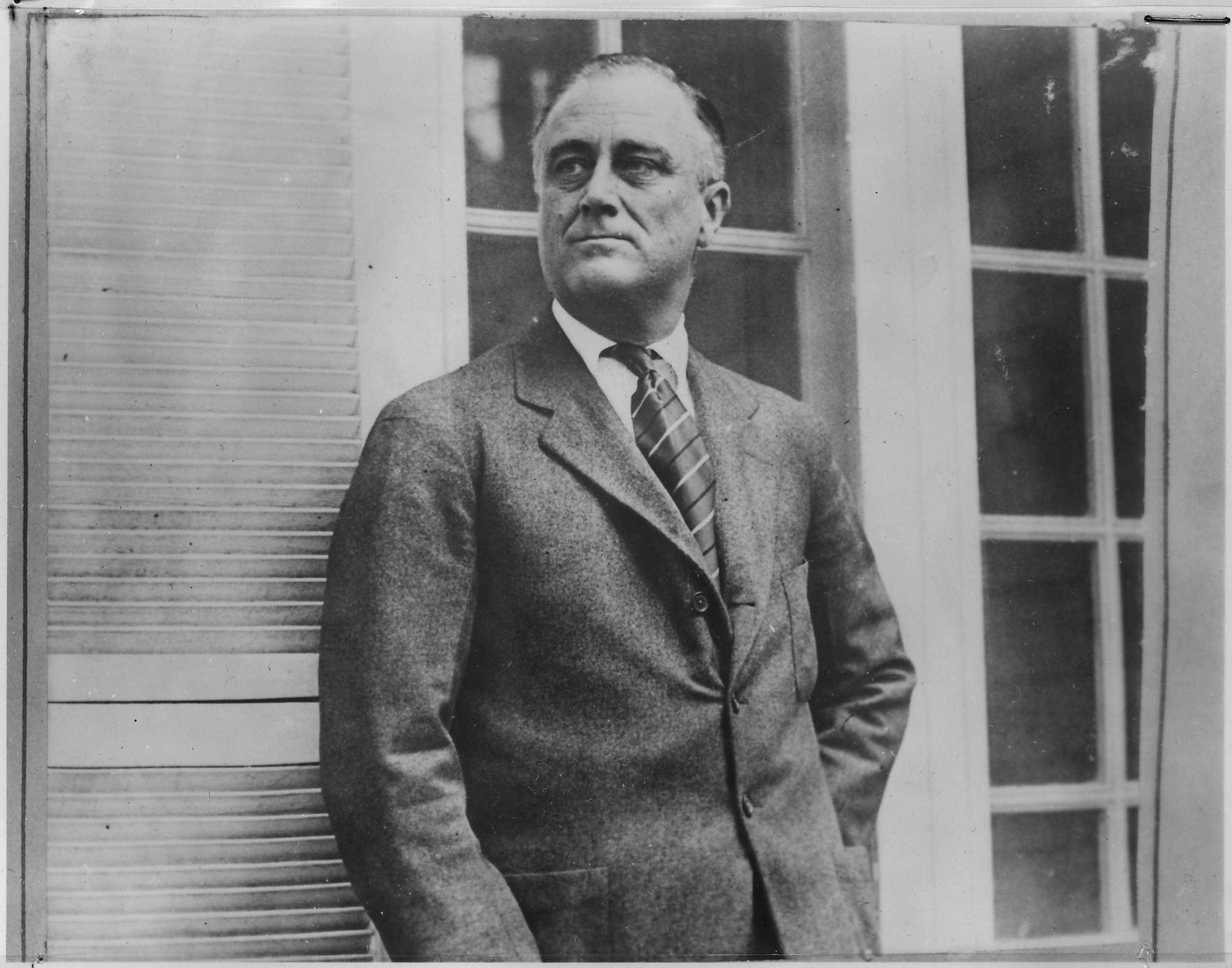
Roosevelt im Jahr 1930 als Gouverneur von New York

Nach der Wahlniederlage von 1920, auch bedingt durch seine Krankheit, betätigte sich Roosevelt einige Jahre nicht politisch. 1926 jedoch beschloss er, seine politische Karriere wieder aufzunehmen.
Die Vorwahlen der Demokratischen Partei zum Anwärter auf das Amt des Gouverneurs von New York gewann Roosevelt. Der wirtschaftliche Boom der 1920er-Jahre wurde der republikanischen Regierung zugerechnet. Trotzdem errang Roosevelt im November 1928 einen knappen Sieg bei den Gouverneurswahlen. Wieder einmal setzte er auf einen überaus aktiven und unorthodoxen Wahlkampf und griff aktuelle Themen auf, die für die Republikaner ohne Bedeutung waren: Verbesserung der Lage der Farmer, Reformen im Gesundheits-, Bildungs- und Justizwesen, Schaffung eines menschenwürdigen Gesundheitssystems und einer Altersfürsorge, Kontrolle der Energiekonzerne und Befürwortung einer aktiven Außenpolitik. Vor allem in der Erhöhung der Kaufkraft sah Roosevelt die Lösung der langjährigen Krise der Landwirtschaft. Auch mit seinen Auftritten gewann Roosevelt die Herzen der Wähler: Trotz seiner schweren Behinderung versprühte er Optimismus und Lebensfreude.
Sein neues Amt als Regierungschef des zu jener Zeit bevölkerungsreichsten US-Bundesstaates trat er zum Jahreswechsel an. Seine erste Amtsperiode umfasste zwei Jahre (erst 1938 wurde die Amtszeit des Gouverneurs auf vier Jahre verlängert). Als Gouverneur kämpfte Roosevelt für die Verwirklichung der Wahlversprechen, scheiterte aber nicht selten an der Übermacht der Republikaner im New Yorker Parlament. Viele der angesprochenen Probleme konnten nur auf Bundesebene gelöst werden. Roosevelt setzte auf gut sichtbaren Aktivismus; zusammen mit seinen Beratern entwickelte er zahlreiche Gesetzesvorlagen. Energische Öffentlichkeitsarbeit – vor allem setzte er auf das neue Medium Radio – brachte seine politischen Ziele dem Publikum näher.
Im Jahr 1930 wurde Roosevelt mit einer Stimmenmehrheit von über 700.000 Stimmen erneut zum Gouverneur von New York gewählt und besiegte den republikanischen Kandidaten Charles H. Tuttle, wobei die Popularität des Roosevelt’schen Reformeifers offenbar wurde. In den nächsten zwei Jahren kämpfte Roosevelt gegen die Auswirkungen der Weltwirtschaftskrise. Neu in der Geschichte der USA war sein im August 1931 verabschiedetes Notprogramm: der Staat New York übernahm die Hilfsmaßnahmen für die Arbeitslosen, die Einkommensteuer wurde um 50 Prozent erhöht und lokale Hilfsprogramme durch Obligationen finanziert. Schneller und effizienter konnte die Krise jedoch nur von Washington aus gelöst werden.
Wegen seiner Präsidentschaftskandidatur stellte er sich 1932 nicht einer Wiederwahl als Gouverneur. Zu seinem Nachfolger wurde der bisherige Vizegouverneur Herbert H. Lehman gewählt, Roosevelt schied mit Ablauf des Tages am 31. Dezember aus dem Amt.

### Präsidentschaftswahl 1932

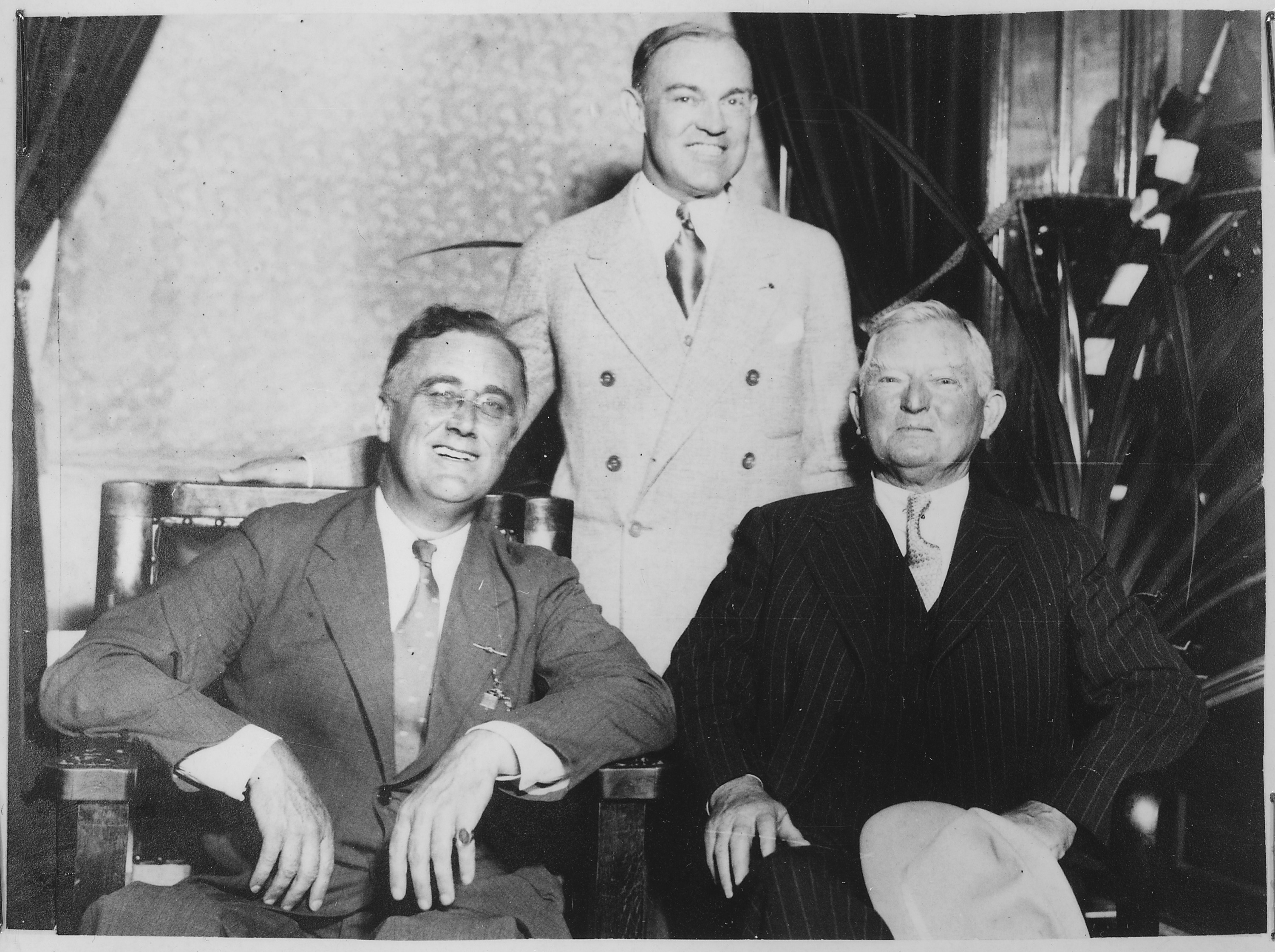
Roosevelt (links) mit seinem Vizepräsidentschaftskandidaten John Nance Garner (rechts) und dem Gouverneur von Kansas Harry Hines Woodring (mittig) während des Wahlkampfs von 1932

Ergebnisse der Wahl nach einzelnen Staaten (die Nummern stehen für die Anzahl an Wahlmännern, die der jeweilige Bundesstaat zu vergeben hat)
Mehrheit für Roosevelt
Mehrheit für Hoover

Dem Börsenkrach von 1929 (Schwarzer Donnerstag) folgte die Weltwirtschaftskrise. In der US-amerikanischen Ausformung wurde sie als „Great Depression“ („Große Depression“) bezeichnet. Eine Verringerung der Wirtschaftsleistung und Massenarbeitslosigkeit waren die Folge. Roosevelts Reformen als Gouverneur von New York machten ihn in Anbetracht der wirtschaftlichen Depression zu einem aussichtsreichen Kandidaten für die Präsidentschaftswahl des Jahres 1932. Als die Demokraten im Juli 1932 ihren Nominierungsparteitag abhielten, ging Roosevelt als klarer Favorit in die Abstimmung. Er sah sich zunächst den Gegenkandidaturen von Alfred E. Smith, seinem Vorgänger im Amt des New Yorker Gouverneurs und Präsidentschaftskandidat von 1928, und dem Sprecher des US-Repräsentantenhauses, John Nance Garner, gegenüber. Obwohl Roosevelt bereits im ersten Wahlgang eine Mehrheit der Stimmen erhielt, konnte er sich die notwendige Zweidrittelmehrheit der Delegiertenstimmen erst im vierten Wahldurchlauf sichern. Garner zog seine Bewerbung nach dem dritten Wahlgang zurück und wurde folgend als Kandidat für das Amt des Vizepräsidenten aufgestellt. Zu dem aus dem Nordosten der USA stammenden, progressiv und linksliberal eingestellten Roosevelt schien der Texaner Garner eine sinnvolle Ergänzung, um den konservativen Parteiflügel zu befrieden.
Die Republikaner stellten erneut den amtierenden Präsidenten Herbert Hoover auf. Da es Hoover aber nicht gelungen war, mit seiner Politik die Wirtschaftskrise effektiv zu bekämpfen, war er in der Bevölkerung sehr unbeliebt. Anders als Hoover gelang es Roosevelt, im Wahlkampf Optimismus zu verbreiten. Bei der Präsidentschaftswahl am 8. November 1932 siegte Roosevelt mit 57,4 % der Stimmen deutlich vor Hoover, für den 39,7 % der Wähler gestimmt hatten. Von damals 48 Bundesstaaten erlangte Roosevelt in 42 eine Mehrheit der Stimmen. Damit sicherte er sich 472 Wahlmänner, auf seinen Kontrahenten entfielen 59 Elektoren aus sechs Bundesstaaten.
Am 15. Februar 1933, nur wenige Wochen vor seiner Vereidigung, überlebte Roosevelt in Miami ein Attentat. Der italoamerikanische Anarchist Giuseppe Zangara feuerte fünf Schüsse in Richtung des gewählten Präsidenten ab, der in einem offenen Wagen saß. Roosevelt selbst wurde nicht getroffen, allerdings wurden fünf Menschen verletzt, darunter auch der Bürgermeister von Chicago, Anton Cermak, der drei Wochen später an den Folgen des Attentats starb.

## Präsidentschaft (1933–1945)

### Erste Amtszeit (1933–1937)

Roosevelt vor seiner Amtseinführung am 4. März 1933, links neben ihm der scheidende Präsident Herbert Hoover

Nach seinem Wahlsieg trat Roosevelt sein Amt als 32. Präsident der Vereinigten Staaten am 4. März 1933 an. Seine erste Inauguration blieb vor allem durch den Ausspruch „Die einzige Sache, die wir zu fürchten haben, ist die Furcht selbst“ im kollektiven Bewusstsein der Öffentlichkeit. Seine erste Amtseinführung war die letzte, die an einem 4. März stattfand. Seit 1937 wurde dieser Termin auf den 20. Januar nach der Wahl festgelegt.
In sein Kabinett berief Roosevelt eine Reihe von bedeutenden Persönlichkeiten, die sein politisches Programm unterstützten. Das Amt der Arbeitsministerin übernahm mit Frances Perkins, die sich sehr für soziale Projekte engagierte, erstmals in der amerikanischen Geschichte eine Frau. Sie blieb während der gesamten Präsidentschaft Roosevelts auf ihrem Posten. Auch Politiker der Republikanischen Partei waren in seinem Kabinett vertreten; so wurde 1940 Henry L. Stimson zum Kriegsminister ernannt, der dieses Amt schon unter William Howard Taft zwischen 1909 und 1913 innegehabt und in Hoovers Regierung den Posten des Außenministers bekleidet hatte. Marineminister wurde ebenfalls 1940 Frank Knox, der 1936 sogar Vizepräsidentschaftskandidat von Roosevelts Herausforderer Alf Landon war.

#### First New Deal
Als Roosevelt ins Weiße Haus einzog, befand sich das Land in der tiefsten wirtschaftlichen Krise seiner Geschichte. Seit dem Börsencrash vom Oktober 1929 hatte sich die Wirtschaftsleistung erheblich verringert und die Arbeitslosigkeit war auf einem Rekordniveau. Zahlreiche Banken und Unternehmen waren bankrott. Viele Menschen verloren ihren Arbeitsplatz und gar ihr Obdach, vereinzelt gab es sogar Hungertote. Roosevelts Amtshandlungen zielten darauf ab, die Not in der Bevölkerung durch rasche Maßnahmen zu lindern. In der Tat gelang es ihm, binnen weniger Monate eine Reihe umfassender Reformen durch den Kongress zu bringen, in dem seine Partei nun über klare Mehrheiten verfügte. Bekannt wurden die von März bis Juni 1933 durchgesetzten Reformen später als „100-Tage-Programm“. Aufgrund der allgemeinen Sehnsucht nach einem Überwinden der „großen Depression“ konnte der neue Präsident sein Programm in einem beispiellosen Klima der überparteilichen Zustimmung abarbeiten. Roosevelt selbst erfreute sich hoher Popularität in der Bevölkerung; durch seine als Kamingespräche bekannt gewordenen Radio-Ansprachen wandte er sich direkt an das amerikanische Volk, um seine Politik zu erklären.
Bereits am 6. März 1933 wurden alle Banken angewiesen, für vier Tage zu schließen (Bank Holiday). In dieser Zeit wurde geprüft, welche Banken durch staatliche Kreditvergabe gerettet werden konnten und welche für immer schließen mussten. In dieser Zeit wurde auch die Emergency Banking Act verabschiedet, mit der die Banken zukünftig unter die Aufsicht des United States Department of the Treasury gestellt wurden. Mit diesen Maßnahmen gelang es, das Vertrauen der Bürger in das Bankensystem kurzfristig wiederherzustellen: Unmittelbar nach Wiedereröffnung der Banken erhöhte sich der Einlagenbestand um eine Milliarde Dollar. Eine Reihe weiterer Maßnahmen bescherten dem amerikanischen Bankensystem eine nie dagewesene Stabilität: Während selbst in der Zeit vor der Weltwirtschaftskrise mehr als fünfhundert Banken pro Jahr zusammenbrachen, waren es nach 1933 weniger als zehn pro Jahr. Ferner wurde der Glass-Steagall Act verabschiedet. Mit diesem Gesetz wurde ein Trennbankensystem eingeführt. Geschäftsbanken wurden riskante Wertpapiergeschäfte verboten. Das für die Realwirtschaft bedeutsame Kredit- und Einlagengeschäft der Geschäftsbanken sollte so von risikoträchtigen Wertpapiergeschäften getrennt werden, die zukünftig spezialisierten Investmentbanken vorbehalten blieben.

#### Second New Deal und Einführung der Sozialversicherung

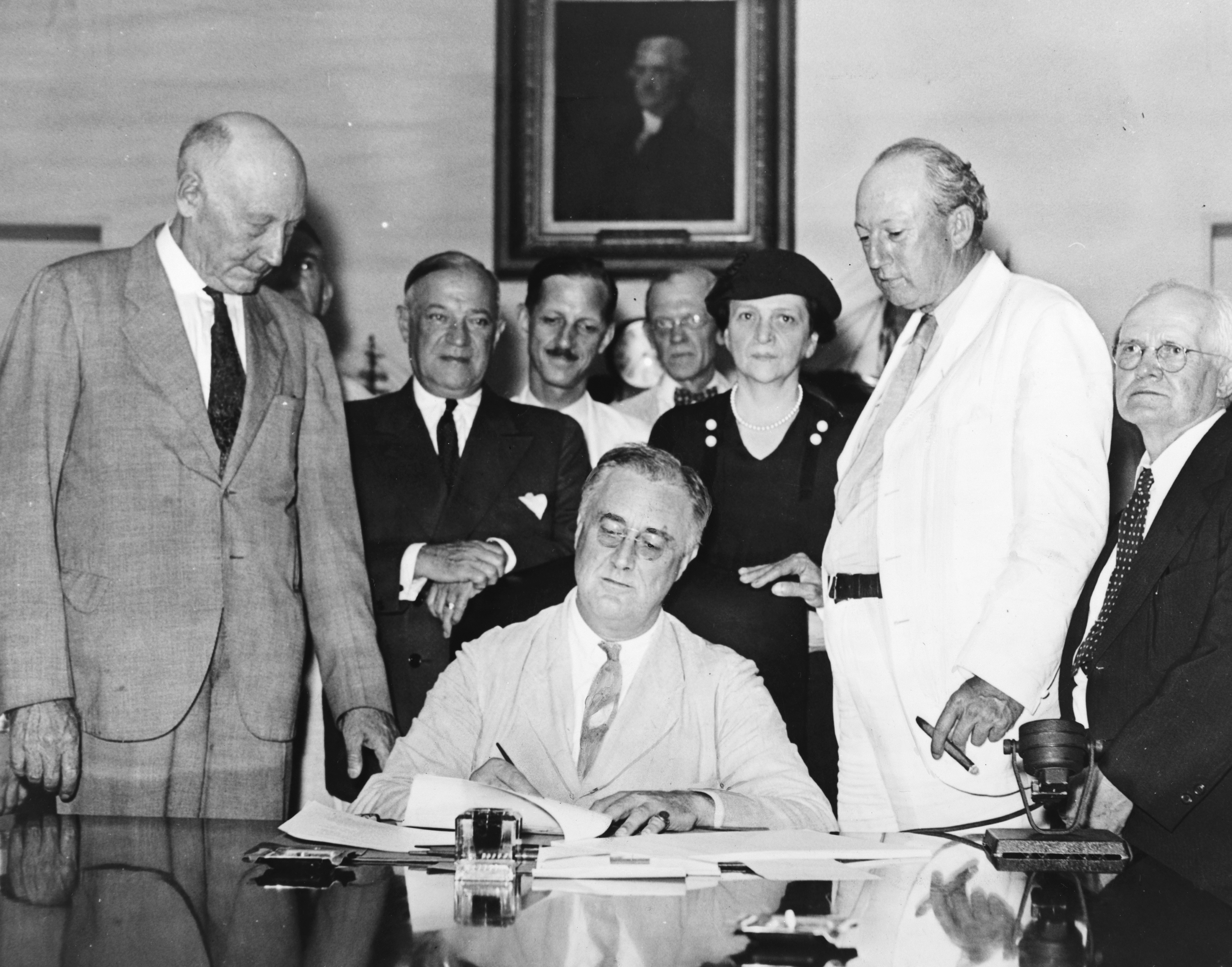
Roosevelt bei der Unterzeichnung des Social Security Act am 15. August 1935

Die Periode der Jahre 1935 bis 1938 wird oftmals als Second New Deal bezeichnet. In dieser Zeit ging es überwiegend um langfristige Lösungen. Die bisherigen Maßnahmen des Präsidenten und seiner Regierung sowie sein optimistisches Auftreten fand große Zustimmung unter den Amerikanern; so konnten die Demokraten bei den Kongresswahlen vom Herbst 1934 weitere Zugewinne verbuchen, was für die Präsidentenpartei bei Zwischenwahlen in historischem Kontext eher unüblich ist.
Da die Krise vor allem Ältere schwer getroffen hatte, waren bis 1935 eine Reihe von Sozialhilfeprogrammen der Einzelstaaten zur Linderung der Not finanziell durch die Roosevelt-Administration aufgestockt worden. Das Fehlen einer Sozialversicherung auf Bundesebene machte die Vereinigten Staaten unter den modernen Industriestaaten zu einem Ausnahmefall, als sich die humanitäre Not im Land weiter verschärfte. Eine Kommission unter der Leitung von Arbeitsministerin Perkins begann daraufhin, konkrete Pläne für die Einführung einer Sozialversicherung auszuarbeiten, die einen wesentlichen Beitrag zur Überwindung der humanitären Krise leisten sollte. Ein entsprechendes Gesetz wurde im Sommer 1935 vom Kongress angenommen und am 10. August des Jahres von Roosevelt unterzeichnet. Mit der Verabschiedung des Social Security Act wurden in den Vereinigten Staaten erste Sozialversicherungen auf Bundesebene eingeführt (eine Reihe von Bundesstaaten verfügten bereits über Sozialversicherungen), so die Rentenversicherung (Social Security), eine Witwenrente für die Angehörigen der Opfer von Industrieunfällen und Hilfen für Behinderte sowie für alleinerziehende Mütter. Weiterhin wurden Bundeszuschüsse zu den in Verwaltung der Einzelstaaten betriebenen Arbeitslosenversicherungen eingeführt.
Zur Finanzierung wurde eine neue Steuer (die „Payroll tax“) eingeführt, mit der ein Arbeitgeberanteil und ein Arbeitnehmeranteil an die Staatskasse abgeführt wird. Roosevelt hatte auf einer separaten Steuer bestanden, damit die Einnahmen nicht für andere Zwecke verwendet werden können. Der ursprüngliche Social Security Act blieb hinter vielen europäischen Vorbildern zurück, unter anderem weil Finanzminister Henry Morgenthau erfolgreich dahingehend interveniert hatte, dass Landwirte, Hausangestellte und Selbständige nicht in die Renten- und Arbeitslosenversicherung einbezogen wurden. Morgenthau berief sich darauf, dass die Sozialversicherungen unbezahlbar würden, wenn diese Bevölkerungsgruppen als typische Geringverdiener ebenfalls Versicherungsleistungen erhielten. Andererseits wurden damit faktisch 65 % aller Schwarzen in den USA und zwischen 70 % und 80 % in den Südstaaten von den Sozialversicherungen nicht erfasst. Die National Association for the Advancement of Colored People bezeichnete die Sozialversicherung als Sicherheitsnetz, das „wie ein Sieb [sei], mit Löchern gerade groß genug, damit die Mehrheit der Schwarzen hindurch fiele“. Innenpolitisch gilt die Einführung der Sozialversicherung als eine der bedeutendsten Leistungen Roosevelts.
Auch die Einführung einer öffentlichen Krankenversicherung war zunächst nicht mehrheitsfähig. Roosevelt hoffte aber, dass der Social Security Act zu einem späteren Zeitpunkt erweitert werden könnte. Mit diesem – von Gegnern heftig bekämpften – Gesetz wurde erstmals eine staatliche Verantwortung für soziale Sicherheit in den Vereinigten Staaten begründet. Die Payroll tax wurde ab 1937 erhoben, aufgrund des Umlageverfahrens erfolgten die ersten Rentenzahlungen (nach dreijähriger Mindestbeitragszeit) ab 1940. Bedeutende Reformen im Bereich Krankenversicherung wurden mit Medicare und Medicaid von 1965 unter Präsident Lyndon B. Johnson als auch 2010 unter Präsident Barack Obama verabschiedet. Sowohl Johnson als auch Obama beriefen sich dabei auf Roosevelts Erbe. Auch Roosevelts Nachfolger Harry S. Truman sowie Bill Clinton in den 1990er Jahren traten für Erweiterungen der Sozialversicherung in diesem Bereich ein, scheiterten aber an den Konservativen im Kongress.

#### Rücknahme der Prohibition
Im Wahlkampf 1932 hatte sich Roosevelt für eine Rücknahme der seit 1919 bestehenden Prohibition ausgesprochen. Das landesweite Verbot von Alkoholverkauf und -konsum war äußerst unpopulär in der Bevölkerung. Auch die tatsächliche Umsetzung erwies sich als praktisch unmöglich; viele Gaststätten schenkten illegal dennoch Wein, Bier, Sekt oder Spirituosen aus. In Großstädten wie New York und Chicago entwickelte sich gar eine Kultur von getarnten Gaststätten (Speakeasy) in den Kellergeschossen. Bereits Ende März unterzeichnete Roosevelt ein als Cullen-Harrison Act bekannt gewordenes Gesetz, um den Volstead Act aufzuheben und Herstellung und Verkauf bestimmter alkoholischer Getränke wieder zu legalisieren. Am 5. Dezember 1933 hob die Ratifizierung des 21. Verfassungszusatzes den 18. Zusatzartikel, der alkoholische Getränke verbot, wieder auf.

### Wiederwahl 1936

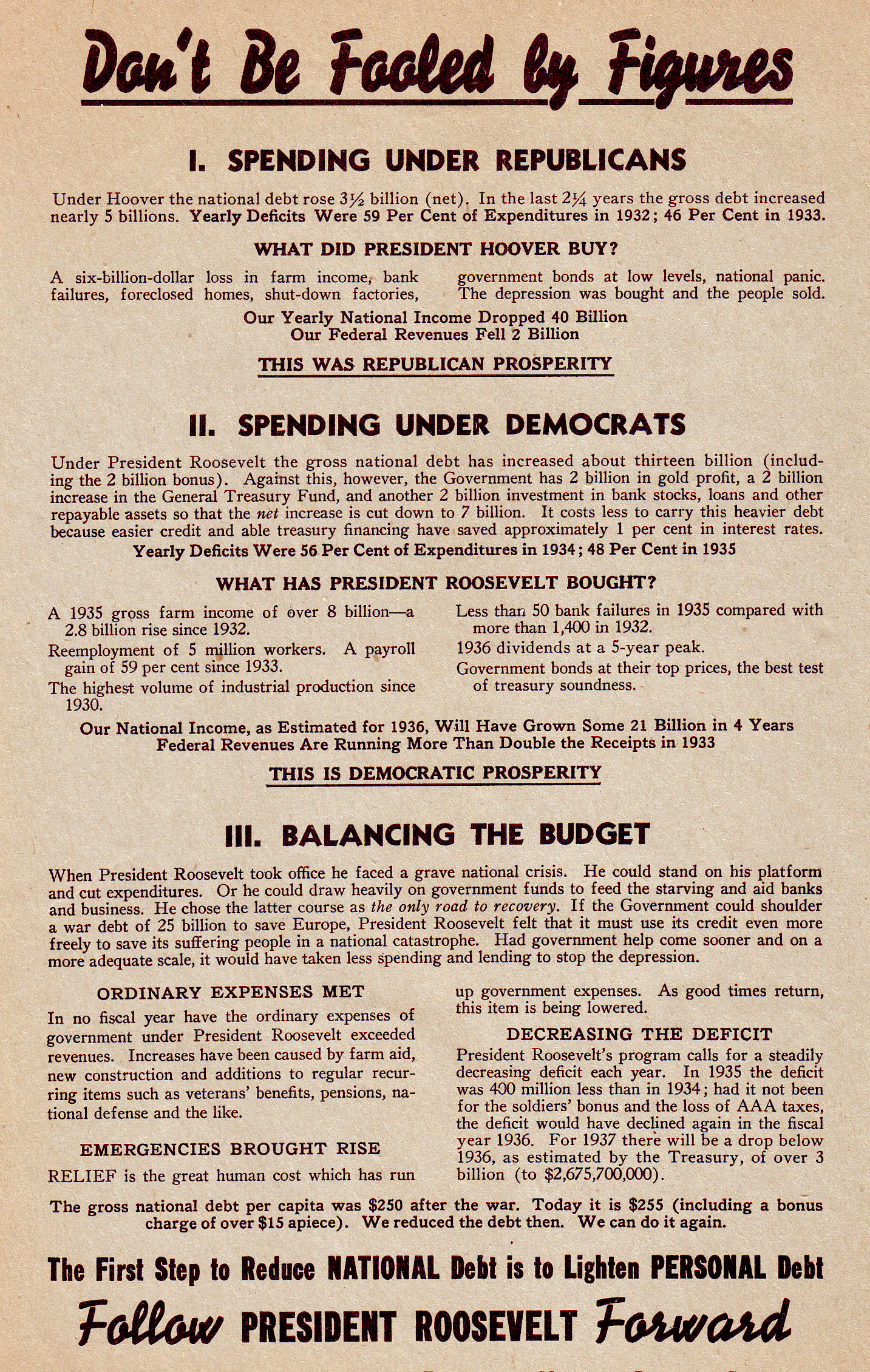
Werbeplakat der Demokraten für Roosevelt zur Wahl 1936

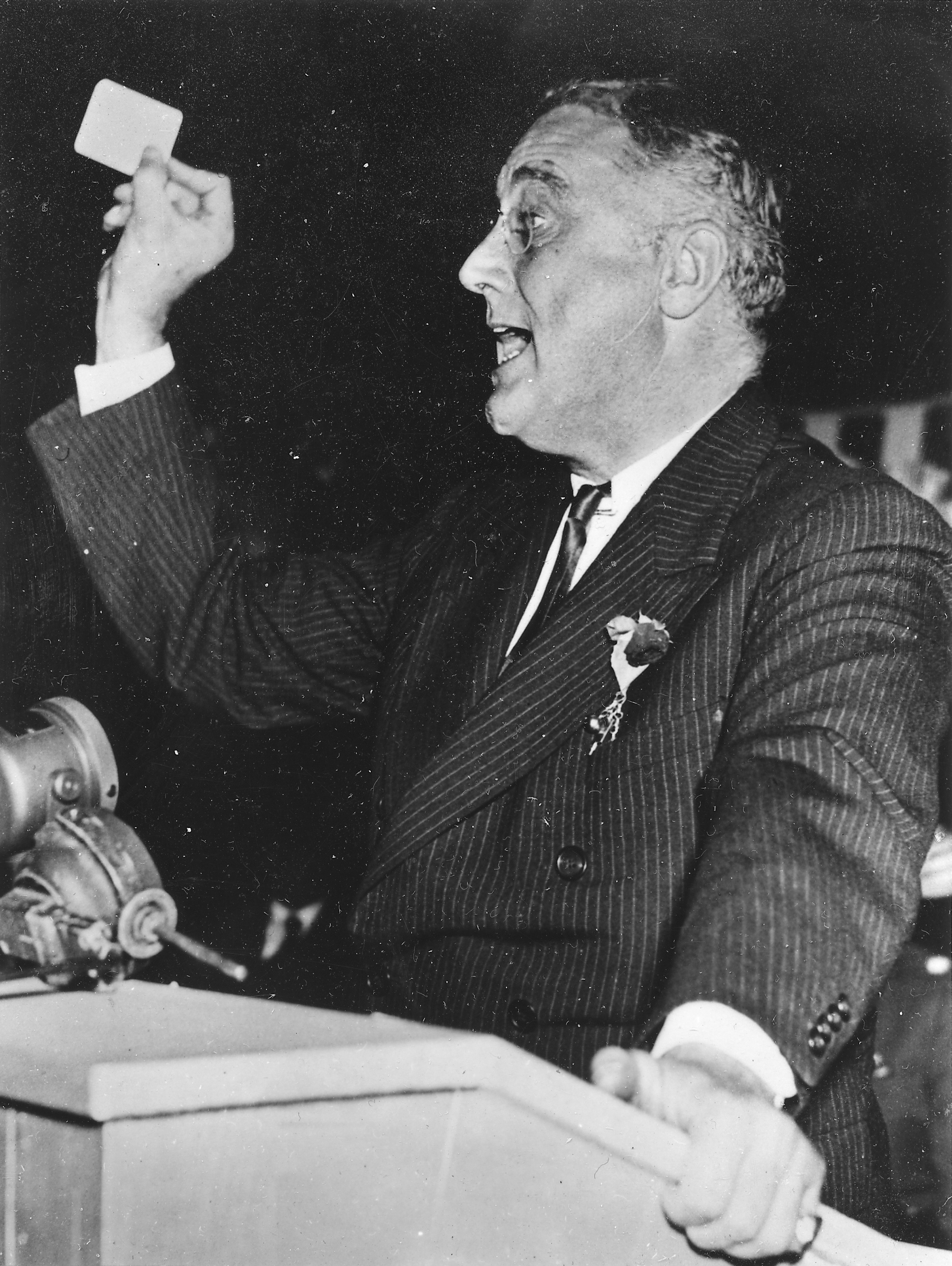
Präsident Roosevelt bei einer Rede im Wahlkampf 1936

Ergebnisse der Wahl nach einzelnen Staaten (die Nummern stehen für die Anzahl an Wahlmännern, die der jeweilige Bundesstaat zu vergeben hat)
Mehrheit für Roosevelt
Mehrheit für Landon

Roosevelts Stellung in der Demokratischen Partei war bis 1936 unangefochten, so wurde er in diesem Jahr einstimmig zur Wiederwahl nominiert. Auch Vizepräsident John Nance Garner wurde, obwohl er mit dem New Deal nie richtig warm wurde, zur Befriedung des konservativen Parteiflügels aus den Südstaaten ein zweites Mal aufgestellt. Die Republikaner gingen mit Alf Landon, dem Gouverneur von Kansas, ins Rennen. Roosevelt warb im Wahlkampf für eine Fortsetzung seines New Deal. Landon, ein gemäßigter Republikaner, lehnte den New Deal als Ganzes nicht ab, prangerte aber eine aus seiner Sicht zu große Bürokratie an. Der Amtsinhaber attackierte die Republikaner dennoch scharf und warf ihnen vor, seine Reformen zurückdrehen zu wollen. Außerdem porträtierte er die Opposition als nicht vertrauenswürdig, indem er republikanischen Politikern durch ihre Politik der wirtschaftlichen Deregulierung eine Mitschuld an der Krise gab.
Meinungsumfragen sagten irrtümlicherweise zunächst ein knappes Wahlergebnis voraus, doch am Wahltag, dem 3. November 1936, siegte Roosevelt erdrutschartig. Er vereinte 60,8 % der Stimmen auf sich; für Landon hatten 36,5 % der Wähler votiert. Roosevelt gewann in 46 der 48 Bundesstaaten, lediglich in Maine und Vermont errang der republikanische Herausforderer eine Mehrheit. Damit entfielen 523 Wahlmänner auf Roosevelt und nur acht auf Landon. Das entsprach einem Anteil von 98,49 %; es ist bis heute – abgesehen von den beiden einstimmigen Wahlen George Washingtons und der beinahe einstimmigen Wahl James Monroes im Jahr 1820 – das beste Ergebnis im Electoral College. Auch der Stimmenanteil in der Bevölkerung war das bis dahin beste Resultat bei einer Präsidentschaftswahl. Seither konnte lediglich Lyndon B. Johnson dieses Ergebnis mit 61,1 % im Jahr 1964 noch knapp übertreffen. Im Kongress bauten die Demokraten ihre Dominanz noch mehr aus; seit dem Bürgerkrieg hatte keine Partei mehr über derart große Mehrheiten verfügt. Gemeinsam mit den Wahlen 1964 gilt diese Wahl als größter Triumph der Demokratischen Partei bei einer landesweiten Wahl.
Seine Wiederwahl verdankte Roosevelt einer breiten Zustimmung aus verschiedenen Bevölkerungsgruppen, was lange Zeit als New Deal Coalition bezeichnet wurde. Diese setzten sich zusammen aus traditionell liberalen und linksliberalen Kräften, Kleinbauern, der Großstadtbevölkerung, Gewerkschaften, jüdischen Gemeinden und Afroamerikanern aus den Nordstaaten (jene aus den Südstaaten waren durch bundesstaatliche Gesetzgebungen meist vom Wählen ausgeschlossen). Auch der mehrheitlich konservative Süden, traditionell eine Hochburg der Demokraten (was sich später umkehrte), stimmte geschlossen für ihn. Der Präsident wertete das Wahlergebnis als Mandat für die Fortsetzung des New Deals und seiner progressiven Politik.

### Zweite Amtszeit (1937–1941)
Roosevelt begann seine zweite Amtszeit am 20. Januar 1937. Es war die erste Vereidigung, die an einem 20. Januar stattfand.

#### Innenpolitik und angestrebte Justizreform

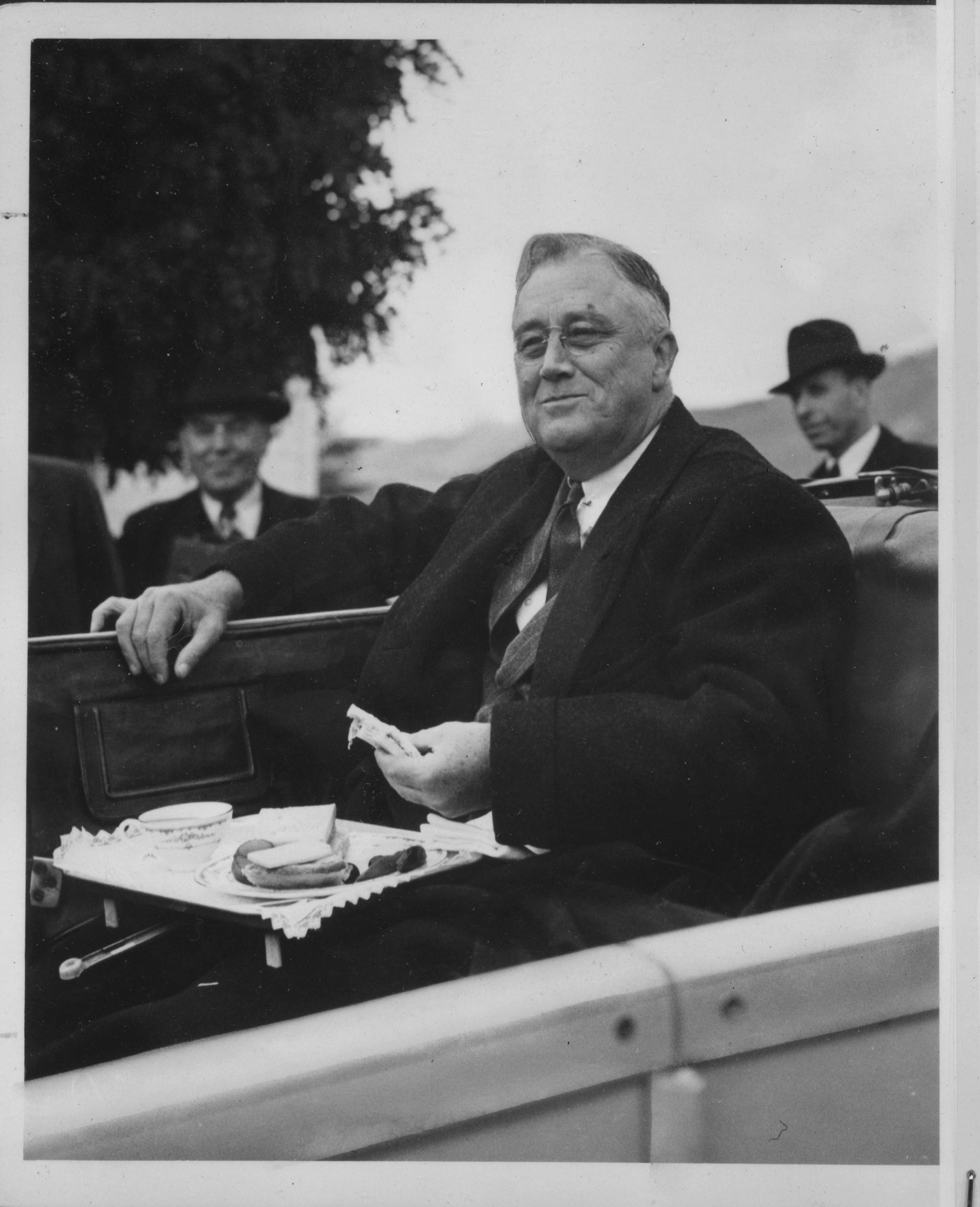
Roosevelt während einer Fahrt durch Washington im Oktober 1937

In seiner zweiten Amtszeit konzentrierte sich Präsident Roosevelt mehr darauf, die bisherigen Reformen des New Deal zu verstetigen und zu festigen, und weniger auf die Ergänzung neuer Programme. Wegweisend war hier 1938 die Einführung des bundesweiten Mindestlohns (den Bundesstaaten steht es aber frei, höhere Mindestlöhne gesetzlich zu bestimmen). Die Einführung eines Mindestlohns ist von einem bedeutenden Zitat Roosevelts geprägt:

“No business which depends for existence on paying less than living wages to its workers has any right to continue in this country […] and by living wages I mean more than a bare subsistence level – I mean the wages of decent living.”

„Unternehmen, deren Existenz lediglich davon abhängt, ihren Beschäftigten weniger als einen zum Leben ausreichenden Lohn zu zahlen, sollen in diesem Land kein Recht mehr haben, weiter ihre Geschäfte zu betreiben. […] Mit einem zum Leben ausreichenden Lohn meine ich mehr als das bloße Existenzminimum – ich meine Löhne, die ein anständiges Leben ermöglichen.“

Der Oberste Gerichtshof war nach Roosevelts Regierungsübernahme überwiegend mit Richtern besetzt, die von republikanischen Präsidenten berufen wurden. So wurden von den auf Lebenszeit ernannten Richtern immer wieder progressive Gesetze für verfassungswidrig erklärt. Vor allem die in der zeitgenössischen Presse in Anlehnung an die apokalyptischen Reiter in der Bibel als Four Horsemen of the Supreme Court bezeichneten Richter Pierce Butler, James C. McReynolds, George Sutherland und Willis Van Devanter lehnten konsequent Roosevelts Reformvorhaben ab. Am 27. Mai 1935 (Black Monday) wurden die ersten New-Deal-Gesetze – unter anderem die Arbeit der National Recovery Administration – für verfassungswidrig erklärt. Zu diesem Zeitpunkt hoffte Roosevelt noch, dass einer der Richter in Ruhestand gehen würde und die Mehrheitsverhältnisse durch eine neue Richternominierung geändert werden könnten.
Nachdem 1936 weitere Gesetze, wie das Mindestlohngesetz des Bundesstaates New York, für verfassungswidrig erklärt worden waren, kam Roosevelt zur Überzeugung, dass der Oberste Gerichtshof alle wesentlichen Teile des New Deal kassieren würde und das Prinzip der Gewaltenteilung zwischen Judikative und Legislative zugunsten der Judikative faktisch unterlaufen wolle. Sogar der ehemalige Präsident Hoover kritisierte die Entscheidungen als einen zu weitgehenden Eingriff in legislative Kompetenzen. In der Öffentlichkeit war die Kritik verbreitet (etwa auch in dem Bestseller von Drew Pearson und Robert Allen mit dem Titel Nine Old Men), dass die zumeist über 70-jährigen Richter die Probleme der Gegenwart gar nicht mehr erkannten. Bestärkt durch das eindeutige Wählermandat, das Roosevelt 1936 erhielt, und verärgert über den Kommentar von Richter McReynolds „Ich werde niemals in Ruhestand gehen, solange der verkrüppelte Hurensohn noch im Weißen Haus ist.“ entschied Roosevelt, eine Justizreform voranzutreiben. So sah ein von ihm vorgelegtes Gesetz eine Kompetenz des amerikanischen Präsidenten vor, für jeden über 70-jährigen Richter, der sich weigerte, in Ruhestand zu gehen, zusätzliche neue Richter zu ernennen. Dieses Vorhaben stieß jedoch nicht nur bei den oppositionellen Republikanern auf heftigen Widerstand, auch eine Reihe demokratischer Kongressmitglieder sahen die Pläne des Staatsoberhauptes kritisch.
Letztlich scheiterte Roosevelt, den Vorstoß durch die Legislative zu bringen. Dennoch erhöhte sich auch ohne die Umsetzung der Vorlage der öffentliche Druck auf die Richter. Zu diesem Zeitpunkt kam es, beginnend mit dem 29. März 1937 (White Monday), zu einer Änderung der Rechtsprechung des Obersten Gerichtshofs. Richter Owen Roberts, der zuvor häufig mit den Four Horsemen gestimmt hatte, stimmte nun mit dem progressiven Flügel des Gerichts. Unter anderem wurden der Wagner Act und der Social Security Act für verfassungskonform erklärt. Auch das Mindestlohngesetz des Staates Washington blieb in Kraft. Der Historiker David M. Kennedy geht davon aus, dass die zunehmende öffentliche Kritik an der Rechtsprechungspraxis der Four Horsemen und der erdrutschartige Wahlsieg Roosevelts im November 1936 bei der Änderung der Rechtsprechung eine Rolle gespielt haben. Durch das freiwillige Ausscheiden einiger Richter in den folgenden Jahren konnte der Oberste Gerichtshof durch Roosevelt weitgehend neu besetzt werden. Es kam nun zu einer längeren Phase linker Verfassungsrechtsprechung.
Der spätere Oberste Bundesrichter William H. Rehnquist fasste den Verfassungswandel wie folgt zusammen:

“President Roosevelt lost the Court-packing battle, but he won the war for control of the Supreme Court … not by any novel legislation, but by serving in office for more than twelve years, and appointing eight of the nine Justices of the Court.”

„Präsident Roosevelt verlor die Schlacht um die Judicial Procedures Reform Bill of 1937, aber er gewann den Krieg um die Kontrolle des Obersten Gerichtshofs … nicht durch eine neuartige Gesetzgebung, sondern dadurch, dass er mehr als zwölf Jahre im Amt war und so (nach und nach) acht der neun Richter des Obersten Gerichtshofs ernennen konnte.“

#### Endphase des New Deal

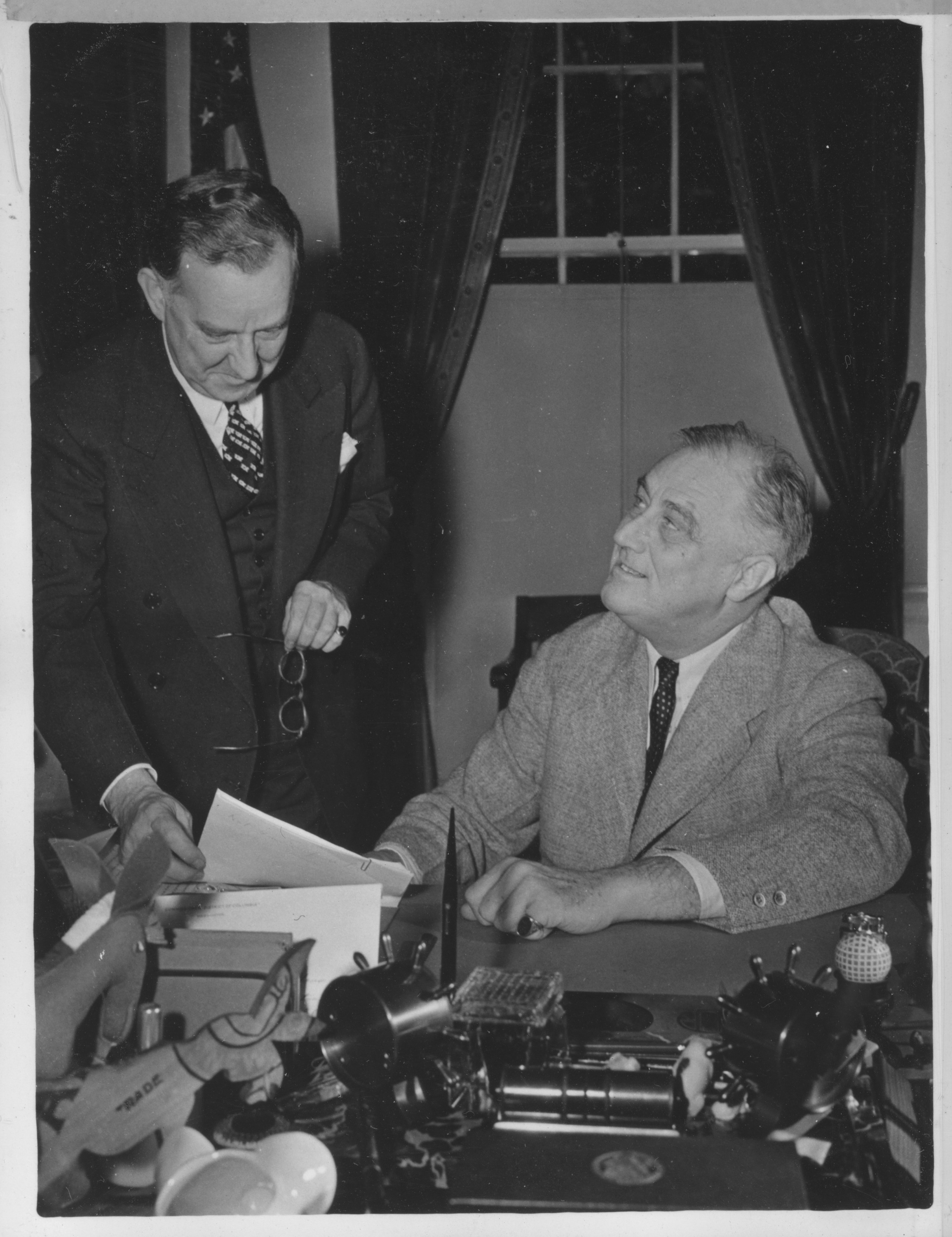
Januar 1941 im Oval Office: Roosevelt (sitzend) mit seinem Pressesekretär

Ab 1937 verschärften sich die Spannungen zwischen dem konservativen Parteiflügel aus den Südstaaten und dem progressiven Flügel um den Präsidenten. Beginnend im Herbst 1937 kam es vorübergehend zu einem Rückgang der Wirtschaftsleistung und wieder zu einem Anstieg der Arbeitslosigkeit. Dies wurde in der amerikanischen Öffentlichkeit als „Depression in der Depression“ bezeichnet. Mitverantwortlich für diese Erscheinung war auch die Weigerung des Präsidenten, die staatlichen Investitionen weiter zu erhöhen, da er an einem ausgeglichenen Staatshaushalt festhielt und Deficit spending ablehnte. Konservative Politiker aus beiden Parteien waren darüber hinaus nicht für zusätzliche Steuern zu gewinnen, denen Roosevelt für obere Einkommen positiv gegenüberstand (der Spitzensteuersatz wurde jedoch bereits in seiner ersten Amtszeit substanziell angehoben).
Obwohl sich die wirtschaftlichen Daten ab Mitte 1938 wieder etwas verbesserten (ein tatsächlicher Aufschwung setzte erst mit Beginn des Zweiten Weltkrieges ein), scheiterte Roosevelts Versuch, die Demokratische Partei im Vorfeld der Kongresswahlen 1938 von konservativen Gegnern des Präsidenten zu „säubern“, indem an deren Stelle reformwilligere Kandidaten aufgestellt werden sollten. Bei den Kongresswahlen 1938 errangen die Republikaner sechs neue Sitze im Senat und konnten auch im Repräsentantenhaus 71 Mandate hinzugewinnen. Zwar hielten die Demokraten ihre Mehrheiten noch immer mit großem Abstand, doch Republikaner und konservative Demokraten aus dem Süden bildeten häufig eine „konservative Koalition“, um liberale Gesetzesvorschläge des Weißen Hauses abzuwehren.
Ab 1939 erfolgten dann auch keine größeren Reformankündigungen mehr von Seiten der Roosevelt-Administration. Das politische Augenmerk begann sich nun angesichts der aggressiven Politik des NS-Staates und Japans mehr auf die Außenpolitik zu richten.

#### Außenpolitik

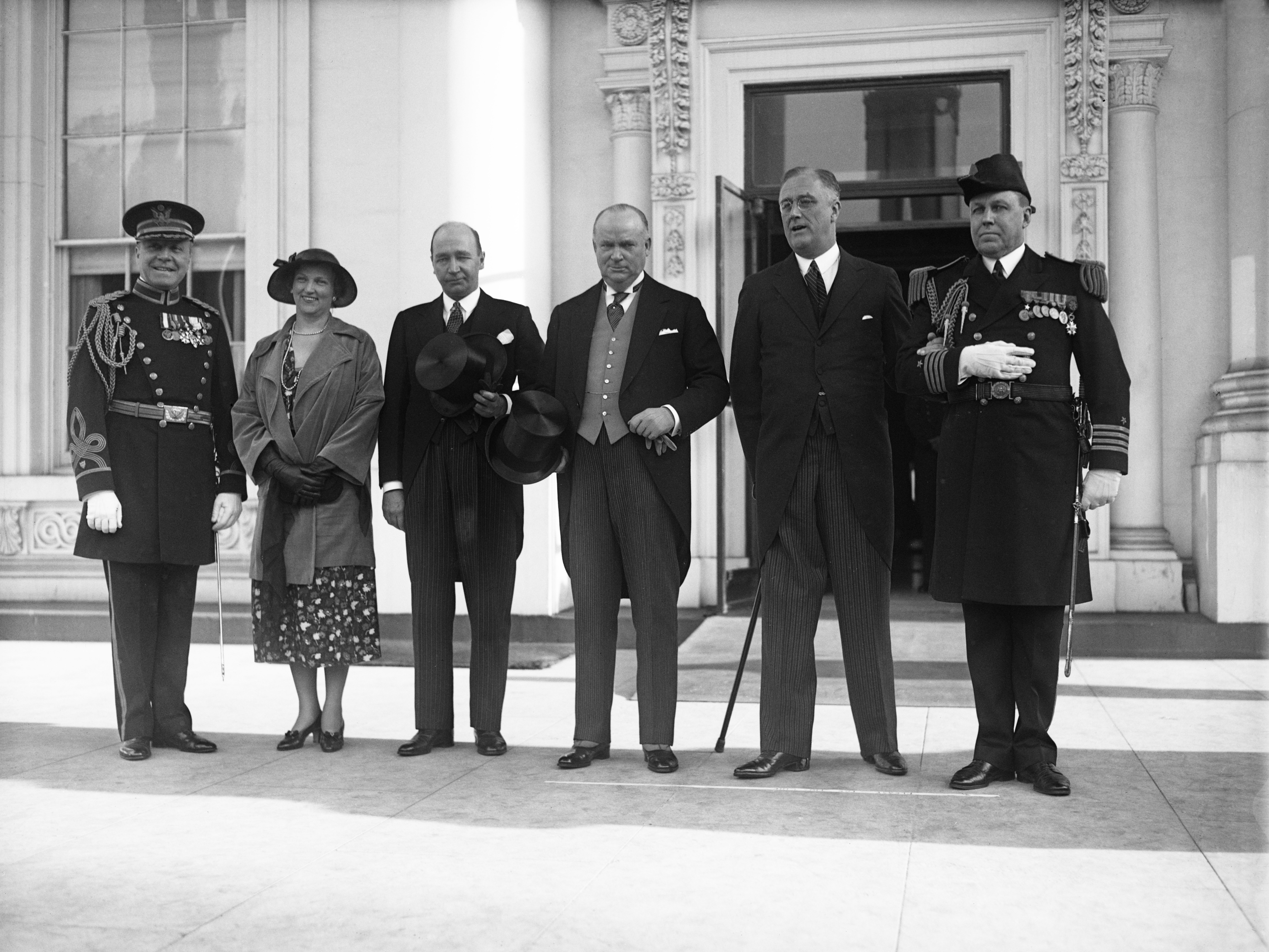
Roosevelt (zweiter von rechts) empfängt Staatsgäste vor dem Weißen Haus; hier den kanadischen Premierminister Richard Bedford Bennett, 1933

In der Amtseinführungsrede vor dem Kongress im März 1933 verkündete er seine außenpolitische Vision der „Good Neighbor Policy“ („Außenpolitik der Guten Nachbarschaft“). Roosevelt war überzeugt, dass die weltweiten imperialistischen Überdehnungen der USA den revolutionären Ursprungsidealen seines Landes zuwiderliefen. Im Jahr 1933 folgte außerdem eine Anerkennung der Sowjetunion, was unter den Vorgängerregierungen seit der Oktoberrevolution 1917 nicht der Fall gewesen war.
Die kooperativen, gutnachbarschaftlichen und gleichberechtigten Austauschbeziehungen der ländlichen Gemeinden Amerikas untereinander waren das Modell, nach dem die USA unter Roosevelt auch die internationalen Beziehungen eingerichtet wissen wollten. Aus diesem pragmatischen, vom „common sense“ (Gesunder Menschenverstand) geprägten Ansatz heraus war für Roosevelt die Außenpolitik immer auch eine unmittelbare Funktion einer auf Ausgleich, Entwicklung und Gerechtigkeit gegründeten humanen Gesellschaftspolitik im Innern.
Dies machte den Präsidenten zwangsläufig zu einem natürlichen Antagonisten der europäischen Diktatoren Adolf Hitler und Benito Mussolini sowie des japanischen Kaiserreiches. In seiner weltweit aufsehenerregenden Quarantäne-Rede vom 5. Oktober 1937 während der Einweihung der „Outer Link Bridge“ an Chicagos „Lake Shore Drive“ forderte Roosevelt, das Deutsche Reich, Italien und Japan unter politische „Quarantäne“ zu stellen. Dabei nannte er diese Staaten nicht explizit. 1938, zur Zeit des Münchner Abkommens, sagte er seinen Kabinettsmitgliedern, dass sich alle Nachbarstaaten Deutschlands verbünden müssten, um die Deutschen aus der Luft zu bombardieren, damit deren Moral gebrochen wird. Bereits im Jahr 1939 erklärte er angesichts der aggressiven Außenpolitik des Dritten Reiches, dass das Vereinigte Königreich und Frankreich zu Verbündeten der USA zählten. Angesichts der isolationistischen Stimmung in Kongress und Bevölkerung, die seit dem Ende des Ersten Weltkrieges vorherrschte, lehnte er jedoch eine direkte Beteiligung seines Landes im Falle eines Krieges ab.
Anstelle eines engen Nationalismus versuchte Roosevelt, dem Gedanken der globalen Abhängigkeit aller von allen („One World“) in seiner Außenpolitik zur Geltung zu verhelfen. Diesem sollten sich auch die weltweiten industriellen und die Finanzinteressen der amerikanischen Konzerne unterordnen:

“We now realize, as we have never realized before, our interdependence with each other – that we cannot merely take but we must give as well.”

„Wir stellen nun fest, wie wir es nie zuvor festgestellt haben, dass wir voneinander abhängen – dass wir nicht nur nehmen können, sondern auch geben müssen.“

Wenige Monate vor Kriegsende schrieb Roosevelt:

“[…] that we cannot live alone, at peace; that our own well-being is dependent on the well-being of other nations – far away. We have learned to be citizens of the world, members of the human community. We have learned the simple truth of Emerson that ‘the only way to have a friend is to be one.’”

„[…] dass wir nicht alleine in Frieden leben können; dass unser eigenes Wohlergehen vom Wohlergehen anderer Nationen abhängt – weit entfernten Nationen. Wir haben gelernt, Bürger der Welt zu sein, Mitglieder der menschlichen Gemeinschaft. Wir haben die einfache Wahrheit Emersons gelernt, dass ‚der einzige Weg, einen Freund zu haben, ist, einer zu sein‘.“

Mit diesen Worten hat Roosevelt seine Vision von den internationalen Beziehungen und von der Außenpolitik der USA am konzentriertesten zusammengefasst.
Am 24. August 1939 wurde Roosevelt über den in der Nacht zuvor unterzeichneten Hitler-Stalin-Pakt unterrichtet. Wie Charles E. Bohlen in seinen Memoiren (Charles Bohlen, Witness to History: 1929–1969 Norton, 1973) schrieb, war der deutsche Diplomat Hans-Heinrich Herwarth von Bittenfeld derjenige, der ihm den Hitler-Stalin-Pakt bereits um neun Uhr morgens samt dem Inhalt des geheimen Zusatzprotokolls in seinem Büro in der deutschen Botschaft in Moskau übergeben hatte. Der Vertrag war um zwei Uhr in der vorhergehenden Nacht am 24. August (mit Datum vom 23. August 1939) in Moskau vom Reichsaußenminister Joachim von Ribbentrop und dem sowjetischen Volkskommissar für auswärtige Angelegenheiten Wjatscheslaw Michailowitsch Molotow in Anwesenheit Josef Stalins und des deutschen Botschafters Friedrich-Werner Graf von der Schulenburg unterzeichnet worden. Die Unterlagen wurden nach Angaben von Bohlen umgehend an Präsident Roosevelt weitergeleitet. Roosevelt wurde jedoch über eine durch Hitler und Stalin vorgesehene Aufteilung der Staaten Osteuropas nicht unterrichtet.
Nach dem Überfall auf Polen durch die deutsche Wehrmacht im September 1939 intensivierte er seine Beziehungen zur britischen Regierung, speziell zu Winston Churchill, der im Mai 1940 Premierminister seines Landes wurde. Churchill und Roosevelt begannen besonders nach der Invasion des Dritten Reiches in Dänemark, den Niederlanden und Frankreich eine rege Korrespondenz, um Möglichkeiten einer Zusammenarbeit gegen Hitler zu erörtern. Beide Staatsmänner entwickelten in den folgenden Jahren eine enge persönliche Beziehung, obwohl es in Fragen der britischen Kolonialpolitik zu Differenzen kam. So verstand sich Roosevelt stets als Gegner einer imperialen Politik (speziell jener der Briten); eine Haltung, die er bereits durch seine Good Neighbor Policy gegenüber den Ländern Lateinamerikas zum Ausdruck gebracht hatte.
Die deutsche Invasion in Frankreich und der Fall von Paris im Juni 1940 schockierten die amerikanische Öffentlichkeit und die Zustimmung zu einer isolationistischen Außenpolitik begann nach und nach zu schwinden. Doch noch war Roosevelt, besonders angesichts der bevorstehenden Wahlen, nicht bereit, ein militärisches Eingreifen auch nur zu erwähnen, obgleich er schon 1938 eine schrittweise Aufrüstung der US-Streitkräfte autorisiert hatte. Ab Frühjahr 1940 stimmten weite Teile beider Parteien der weiteren Aufrüstung des Militärs zu.

### Die Wahl von 1940

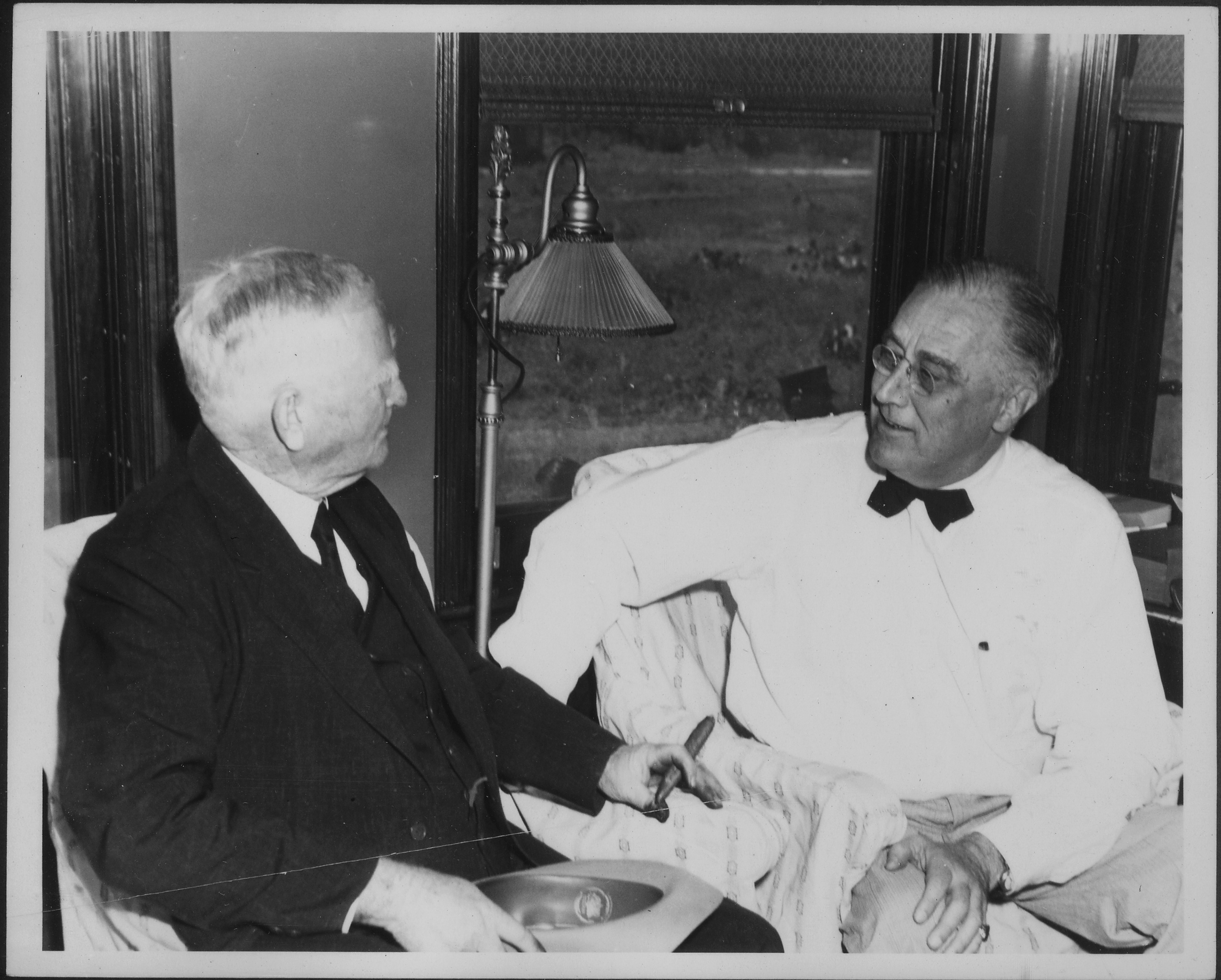
Vizepräsident John Nance Garner (links) lehnte 1940 eine dritte Bewerbung Roosevelts um die Präsidentschaft 1940 ab, war aber mit seiner parteiinternen Gegenkandidatur nicht erfolgreich. Diese Aufnahme zeigt die beiden im Jahr 1942

Ergebnisse der Wahl nach einzelnen Staaten (die Nummern stehen für die Anzahl an Wahlmännern, die der jeweilige Bundesstaat zu vergeben hat)
Mehrheit für Roosevelt
Mehrheit für Willkie

Über den Winter 1939/1940 gab es in der amerikanischen Öffentlichkeit Spekulationen, ob Roosevelt mit der Tradition brechen und im Herbst 1940 für eine dritte Amtszeit kandidieren würde (der 22. Verfassungszusatz, der eine gesetzliche Begrenzung auf zwei Wahlperioden vorsieht, wurde erst 1951 erlassen). Dennoch hatte bis 1940 kein Präsident mehr als zwei Amtsperioden absolviert, was in erster Linie auf den ersten Präsidenten George Washington zurückging, der allen Nachfolgern empfahl, nicht mehr als zwei Wahlperioden zu regieren. Roosevelt gab bis zum Frühjahr kein bindendes Statement ab, ob er nochmals antreten werde. Die sich zuspitzende außenpolitische Situation bewog ihn jedoch dazu, eine Bewerbung nicht mehr gänzlich auszuschließen. Nach dem deutschen Einmarsch in Frankreich erklärte der Präsident, die Nominierung der Demokraten anzunehmen, sollte sich seine Partei dazu entschließen, ihn nochmals aufzustellen. Viele Demokraten waren nun nicht nur zu dem Schluss gekommen, dass Roosevelt am besten geeignet sei, das Land in den Zeiten weltpolitischer Spannungen zu führen, sondern dass der beim Volk weiterhin sehr populäre Präsident auch die besten Chancen hatte, seiner Partei erneut zum Sieg zu verhelfen. Zwar gab es vereinzelt innerparteiliche Kritik, doch Roosevelt setzte sich auf dem Parteitag im Sommer 1940 ohne Probleme durch, obgleich sich seine Hoffnung, einstimmig nominiert zu werden, nicht erfüllte. Als Vizepräsidentschaftskandidat wurde der bisherige Landwirtschaftsminister Henry A. Wallace aufgestellt, der anders als Roosevelts bisheriger Stellvertreter John Nance Garner ein bekennender Liberaler war. Garner, der eine dritte Kandidatur Roosevelts ablehnte, hatte sich seit 1937 mit dem Präsidenten aufgrund von Differenzen um den New Deal überworfen und strebte selbst die Kandidatur der Partei an, musste sich allerdings auf dem Parteitag in einer klaren Entscheidung gegenüber Roosevelt geschlagen geben.
Die Republikaner stellten überraschend den politischen Quereinsteiger Wendell Willkie auf, der nie zuvor ein politisches Amt bekleidet hatte. Der Jurist und Geschäftsmann Willkie – selbst bis 1938 Demokrat – war bekannt für seine liberalen Ansichten, was ihn parteiintern nicht unumstritten machte. Im Wahlkampf sprach sich Willkie daher für eine Beibehaltung des New Deal aus, allerdings wolle er ihn weniger bürokratisch, effizienter und wirtschaftsfreundlicher gestalten. Er forderte außerdem eine internationalistische Ausrichtung der Außenpolitik, was parteiintern ebenfalls auf ein geteiltes Echo stieß. Willkie griff den Präsidenten vor allem für seine Bestrebung nach einer dritten Amtszeit an. Roosevelt verwies während der Kampagne auf die innenpolitischen Erfolge seiner Reformen. Unterdessen versprach er, den europäischen Verbündeten mehr militärische Unterstützung zukommen zu lassen. Gleichzeitig sicherte er zu, keine US-Soldaten in einen Krieg nach Europa zu schicken. Willkie beschuldigte den Präsidenten, das Land nicht ausreichend auf die Bedrohung durch die Achsenmächte vorzubereiten.
Am Wahltag, dem 5. November 1940, siegte Roosevelt mit 54,7 % der Stimmen. Für seinen Herausforderer hatten derweil 44,8 % der Wähler gestimmt. Obwohl sich die Republikaner von ihren schweren Verlusten 1936 erholten, konnte sich Roosevelt erneut klar durchsetzen. Da er in 38 der 48 Bundesstaaten gewann, sicherte er sich im Wahlmännergremium mit einem Stimmenverhältnis von 449 zu 82 eine deutliche Mehrheit. Besonders erfolgreich war Roosevelt in den großen Städten; er siegte in jeder Stadt mit mehr als 400.000 Einwohnern außer in Cincinnati. Die Republikaner konnten vor allem im Mittleren Westen und Teilen Neuenglands punkten, während der Rest des Landes überwiegend für den Amtsinhaber stimmte. Als einziger US-Präsident wurde Roosevelt somit für eine dritte Amtszeit gewählt, die er turnusgemäß am 20. Januar 1941 begann. Zu Willkie äußerte sich Roosevelt nach der Wahl positiv, so sagte er wenige Tage nach dem Urnengang zu seinem Sohn James: „I’m happy I’ve won, but I’m sorry Wendell lost“ („Ich freue mich, gewonnen zu haben, aber bedaure, dass Wendell verloren hat“). Willkie selbst unterstützte Roosevelt in der Folgezeit wieder in einigen Fragestellungen, so unternahm er im Auftrag des Präsidenten eine Reihe diplomatischer Missionen.

### Dritte Amtszeit (1941–1945)

#### Innenpolitik

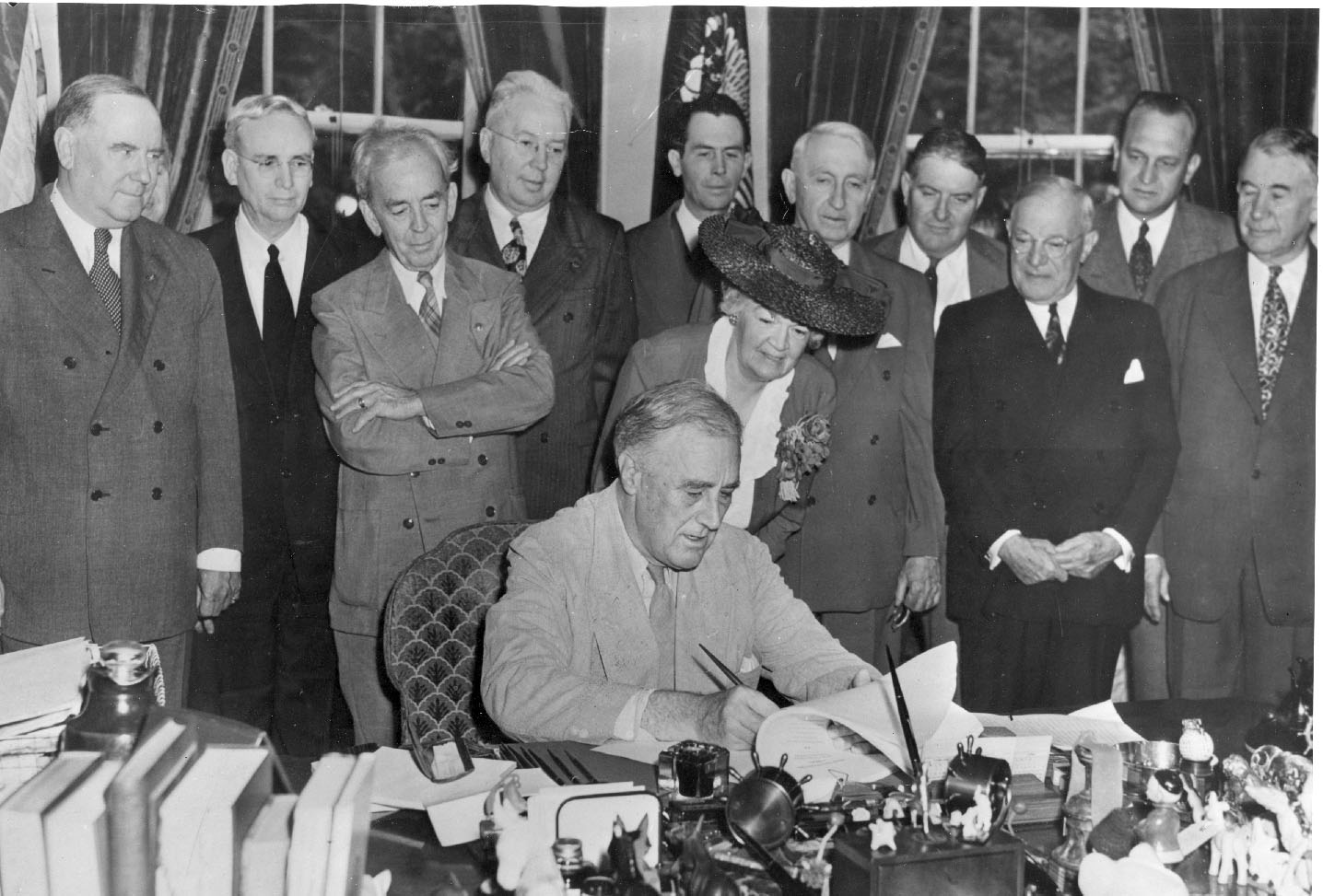
Der Präsident bei der Unterzeichnung des G. I. Bill am 22. Juni 1944

Roosevelts dritte Amtszeit wurde vom Zweiten Weltkrieg überschattet, sodass die Innenpolitik keine so bedeutende Rolle spielte wie in den ersten Jahren seiner Regierung. Durch die rasante Aufrüstung und die damit einhergehende Steigerung der Industrieproduktion wurde die US-Wirtschaft endgültig aus der Großen Depression geholt. Diese Entwicklung war vor allem auf dem Arbeitsmarkt zu beobachten: Die Zahl von 7,7 Millionen Erwerbslosen im Frühjahr 1940 verringerte sich binnen zwei Jahren um etwa die Hälfte. Vor allem entlang der Westküste entwickelte sich eine prosperierende Rüstungsindustrie, was zudem eine umfassende Bevölkerungswanderung in Richtung Westen (vor allem Kalifornien) auslöste. Angesichts der wieder stark expandierenden Wirtschaft unternahm Roosevelt während seiner dritten Amtszeit mehrere Versuche, den Spitzensteuersatz zu erhöhen, um so neben Sozialprogrammen vor allem die kriegsbedingte Aufrüstung finanzieren zu können. Der Kongress wies derartige Vorstöße mit den Stimmen von konservativen Demokraten aus dem Süden und den oppositionellen Republikanern jedoch zurück.
Am 11. Januar 1944 sprach Roosevelt im Rahmen einer Rundfunkansprache von seiner Vision einer „Second Bill of Rights“ zur Modifizierung des Wirtschafts- und Gesellschaftssystems. Dabei stellte er konkret das Recht eines jeden Einzelnen auf eine Arbeitsstelle, einen zum Leben ausreichenden Lohn, eine menschenwürdige Unterkunft, Krankenversicherungsschutz, soziale Absicherung im Alter sowie eine gute Ausbildung heraus. Roosevelt plante, die Reformpolitik des New Deal nach dem Ende des Krieges fortzusetzen.
Eines der bedeutendsten Gesetze aus Roosevelts dritter Wahlperiode war das sogenannte G. I. Bill, das der Präsident am 22. Juni 1944 unterzeichnete. Mit diesem Gesetz wurde Angehörigen von Soldaten, die im Zweiten Weltkrieg dienten, umfassende finanzielle Hilfe zuteil. Auch für heimkehrende Soldaten wurden beträchtliche Programme initiiert, die eine gesellschaftliche Wiedereingliederung und Ausbildungshilfe vorsahen (auch eine Reihe von Bundesstaaten riefen derartige Programme ins Leben).

#### Außenpolitische Entwicklungen 1940/1941
Bereits vor den Präsidentschaftswahlen 1940 hatte die Roosevelt-Regierung nicht nur mit einer langsamen Aufrüstung begonnen, auch verfügte der Präsident im Oktober 1940 die Wehrdienstregistrierung aller Männer im Alter zwischen 21 und 35 Jahren. Dennoch war er gegenüber Militärhilfen für die Briten noch vor den Wahlen zögerlich. Sowohl seinen Wahlsieg als auch die Tatsache, dass sich auch sein republikanischer Kontrahent Wendell Willkie für eine internationalistische Außenpolitik aussprach, wertete er als Mandat, die Hilfen für das Vereinigte Königreich massiv zu verstärken. In seinem „Kamingespräch“ vom 29. Dezember 1940 erklärte der Präsident, die Achsenmächte seien auch für die USA eine ernste Gefahr, womit er die drastische Aufstockung der Hilfen für Großbritannien legitimierte. Die Westmächte unter Führung der Vereinigten Staaten müssten, so Roosevelt, in dieser weltpolitischen Lage das „Arsenal der Demokratie“ sein. In seiner State of the Union Address vom 6. Januar 1941 konkretisierte er diese Ziele mit der Benennung der „vier Freiheiten“:

„Von der Zukunft, die wir zu einer Zukunft der Sicherheit machen wollen, erhoffen wir eine Welt, die sich auf vier entscheidende Freiheiten der Menschheit gründet.
1. Die erste Freiheit ist die Freiheit der Rede und der Meinungsäußerung – überall in der Welt.
2. Die zweite Freiheit ist die Freiheit eines jeden, Gott auf seine Weise zu dienen – überall in der Welt.
3. Die dritte Freiheit ist Freiheit von Not. Das bedeutet, gesehen vom Gesichtspunkt der Welt, wirtschaftliche Verständigung, die für jede Nation ein gesundes, friedliches Leben gewährleistet – überall in der Welt.
4. Die vierte Freiheit ist Freiheit von Furcht. Das bedeutet, gesehen vom Gesichtspunkt der Welt, weltweite Abrüstung, so gründlich und so weitgehend, dass kein Volk mehr in der Lage sein wird, irgendeinen Nachbarn mit Waffengewalt anzugreifen – überall in der Welt.

Das ist keine Vision eines fernen tausendjährigen Reiches. Es ist eine feste Grundlage für eine Welt, die schon in unserer Zeit und für unsere Generation verwirklicht werden kann. Diese Welt steht in tiefstem Gegensatz zu der sogenannten ‚Neuen Ordnung‘ der Tyrannei, welche die Diktatoren im Krachen der Bomben zu errichten suchen.“

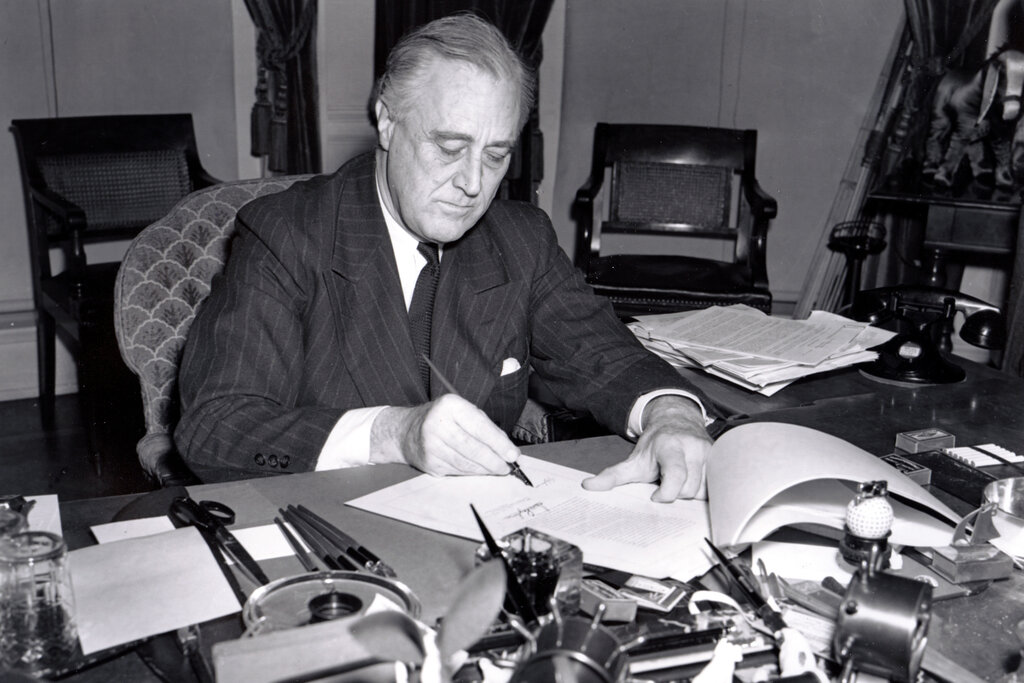
Präsident Roosevelt bei der Unterzeichnung des Leih- und Pachtgesetzes im März 1941

Neben seiner Forderung von den „vier Freiheiten“ schlug Roosevelt dem Kongress außerdem ein Leih- und Pachtgesetz zur militärischen Hilfe anderer vom NS-Regime bedrohter Staaten vor. Dieser Vorschlag wurde binnen kurzer Zeit angenommen; Roosevelt unterzeichnete das Gesetz am 11. März 1941. Es erlaubte dem Präsidenten künftig, jedem Staat, den er bedroht sah, militärische Ausrüstung ohne sofortige Bezahlung zu verleihen oder zu verpachten. Davon profitierte vor allem das Vereinigte Königreich; nach dem deutschen Einfall vom Juni 1941 kam aber auch der Sowjetunion erhebliche Hilfe zu. Die amerikanischen Lieferungen leisteten einen wichtigen Beitrag für die Kriegsführung der Alliierten. Bis 1945 wurden auf dieser Grundlage den Verbündeten und neutralen Staaten Güter mit einem Wert von über 42 Milliarden US-Dollar zur Verfügung gestellt. Roosevelt hoffte, durch die umfassende Hilfe zunächst eine direkte Kriegsbeteiligung der USA vermeiden und so die Leben amerikanischen Soldaten schonen zu können.
Bereits nach dem deutschen Überfall auf die Sowjetunion (Unternehmen Barbarossa) im Juni 1941 sicherte Roosevelt den Sowjets jede erdenkliche Unterstützung an Kriegsmaterial zu, um den Angriff abzuwehren. Adolf Hitler betrieb noch bis zum Herbst 1941 eine defensive Politik gegenüber den USA. Sein Ziel war es, ein Eingreifen der Vereinigten Staaten auf dem europäischen Kriegsschauplatz zu verhindern, um so keinen Zweifrontenkrieg führen zu müssen. Die immer intensivere Unterstützung der Sowjetunion und Großbritanniens sowie die zunehmenden Gegenangriffe der US-Marine gegen deutsche U-Boot-Attacken im Atlantik führten jedoch zu einem Umdenken in Berlin.
Roosevelt begann nun intensiv mit dem Aufbau der Anti-Hitler-Koalition, indem er nicht nur seine Korrespondenz mit dem britischen Premierminister Churchill verstärkte, sondern auch die Möglichkeiten einer engeren Kooperation mit der Sowjetunion auslotete. Im Sommer 1941 entsandte er seinen engen Vertrauten und Berater Harry Hopkins nach Moskau, der sich in persönlichen Gesprächen mit dem sowjetischen Diktator Josef Stalin über eine intensivere Zusammenarbeit beider Staaten beriet. Trotz der fundamentalen Gegensätze im politischen, wirtschaftlichen und gesellschaftlichen System zwischen den USA und der Sowjetunion war Roosevelt der Überzeugung, die Achsenmächte (Deutschland, Japan und Italien) könnten nur gemeinsam mit den Sowjets niedergerungen werden. Auch war er der Auffassung, der künftige Weltfriede hinge in erster Linie von guten Beziehungen zwischen den beiden neuen Supermächten ab. Damit unterschied er sich in gewisser Weise von seinem Verbündeten Churchill, der die Kooperation mit Moskau als reines Zweckbündnis ansah. Anders als später landläufig angenommen, war jedoch die Beziehung Roosevelts zu Churchill keineswegs von völligem Einvernehmen in allen Themen geprägt. Roosevelt, der stets das Selbstbestimmungsrecht der Völker propagierte, verstand sich als Gegner des britischen Kolonialismus. In diesen Fragen kam es immer wieder zu Differenzen zwischen den beiden Regierungschefs.

#### Pearl Harbor und der Eintritt in den Zweiten Weltkrieg

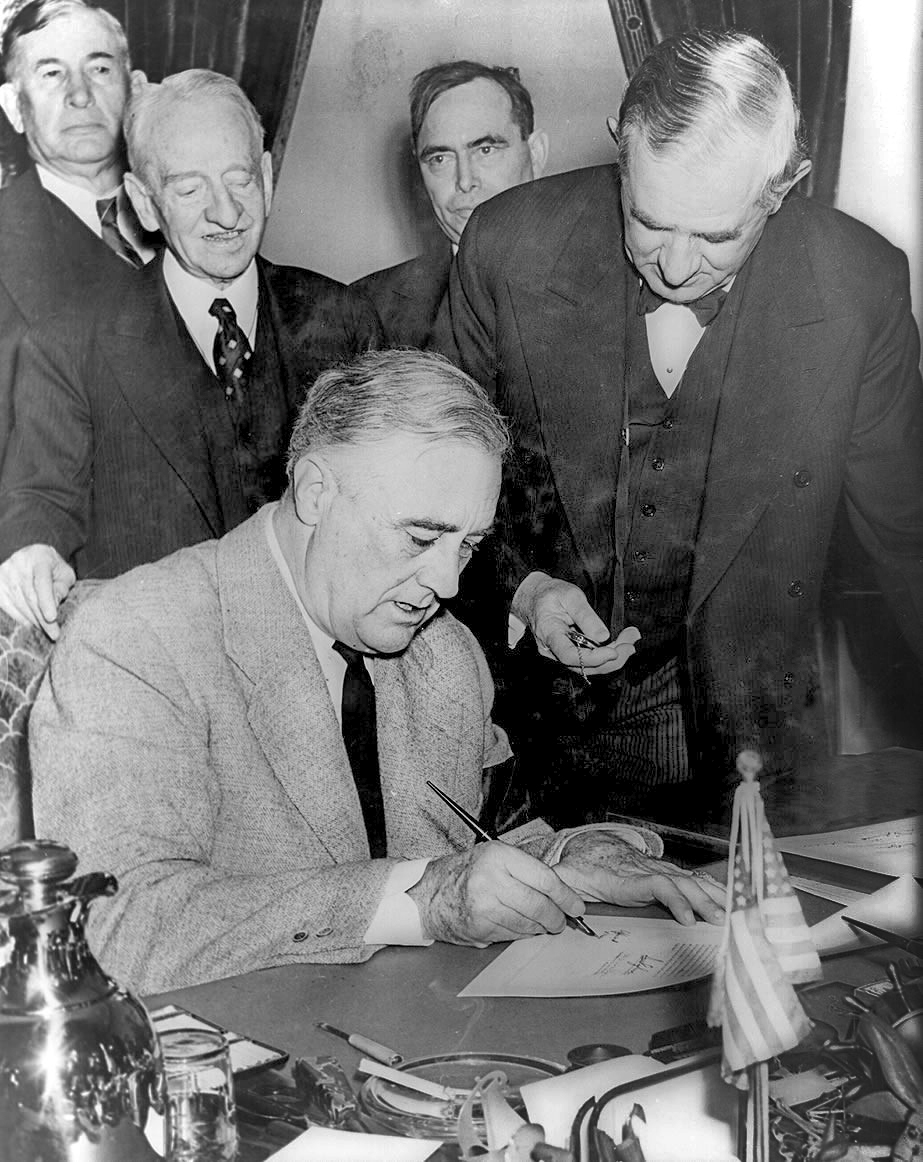
Präsident Roosevelt unterzeichnet am 11. Dezember 1941 die Kriegserklärung an das Deutsche Reich

Roosevelt (rechts) mit Winston Churchill 1943

Seit 1937 führte Japan in China den Zweiten Japanisch-Chinesischen Krieg. Die Vereinigten Staaten waren anfangs neutral, jedoch favorisierten sie in den folgenden Jahren wegen des Panay-Vorfalls sowie sich häufender Berichte über japanische Gräueltaten eher China, das in zunehmendem Maße mit amerikanischen Materiallieferungen unterstützt wurde. Als Japan im Juli 1940 trotz amerikanischer Warnung per ultimativer Drohung Truppen in Französisch-Indochina stationierte, schränkte Roosevelt im September 1940 den amerikanischen Export von Erdöl und Stahl nach Japan ein (damals bezog Japan 80 % seines Erdöls aus den USA). Als dies nicht die gewünschte Wirkung hatte und Japan im Juli 1941 weitere Truppen in Indochina stationierte, verhängte der Präsident am 25. Juli 1941 mit Zustimmung des Kongresses ein vollständiges Öl-Embargo gegen Japan und ließ alle japanischen Guthaben einfrieren. Da sich Großbritannien und Niederländisch-Indien diesem Schritt anschlossen, verlor Japan 75 % seines Außenhandels und 90 % seiner Öl-Importe. In den folgenden Monaten verschärften sich die Spannungen zwischen den beiden Ländern.
Nach dem japanischen Überfall auf Pearl Harbor am 7. Dezember 1941, bei dem über 2400 Amerikaner ums Leben gekommen waren, wurden die Vereinigten Staaten endgültig in den Krieg gezogen. Bereits am nächsten Tag erklärte der Kongress dem Kaiserreich Japan den Krieg; drei Tage später erklärten Deutschland und Italien, die mit Japan verbündet waren, den USA den Krieg. Als Konsequenz des Angriffs befürwortete nun eine Mehrheit der US-Bürger ein aktives Eingreifen ihres Landes in den Krieg. Roosevelts Wahlversprechen, nicht aktiv, inklusive des Einsatzes von Kampftruppen, in den Konflikt einzugreifen, war nun obsolet geworden. Obwohl Japan mit dem Angriff einen Großteil der amerikanischen Marine zerstört hatte, erwies sich der Überfall für Japan auf lange Sicht als fatal. Angesichts des enormen Industriepotentials der USA wurde so das Blatt entscheidend zugunsten der Alliierten gewendet.
Die Mehrheit der Historiker widerspricht diversen Verschwörungstheorien, die besagen, Roosevelt und andere Mitglieder seiner Regierung hätten vom bevorstehenden Angriff der Japaner gewusst, ihn jedoch bewusst zugelassen, um so einen aktiven Kriegseintritt der USA zu legitimieren.
Am 19. Februar 1942 erließ Roosevelt eine Verfügung, mit der angeordnet wurde, alle an der Westküste lebenden Menschen japanischer Abstammung zeitweise in Lager abseits der Küste umzusiedeln. Damit wollte man eine eventuelle japanische Verschwörung verhindern. Diese Entscheidung war seinerzeit äußerst umstritten.

#### Kriegsverlauf und Kriegsziele Roosevelts
Unmittelbar nach Pearl Harbor begannen die strategischen Kriegsplanungen der US-Regierung. In Europa sollte durch amerikanische und britische Truppen eine zweite Front eröffnet werden, während die so entlastete Sowjetunion das Deutsche Reich vom Osten her angreifen sollte. Die öffentliche Meinung in den USA favorisierte jedoch einen Gegenangriff auf Japan, sodass ab 1942 Truppen in den Pazifik entsandt wurden. Unterstützt wurden die US-amerikanischen Streitkräfte von chinesischen Einheiten, die sich unter Führung Chiang Kai-sheks der japanischen Besetzung von Mandschukuo und weiter Teile der chinesischen Küstenregion widersetzten. Auf dem pazifischen Kriegsschauplatz gelang es jedoch den US-Einheiten, die neben chinesischen auch von britischen Verbänden unterstützt wurden, zunächst nur schwer, nennenswerte Geländegewinne zu erzielen. Die Japaner erwiesen sich als äußerst kompromisslose Gegner, was auf beiden Seiten zu vielen Kriegsverbrechen führte. In der Schlacht um Midway im Juni 1942 gelang den Amerikanern ein bedeutender Sieg, der sowohl in militärischer Hinsicht als auch für die Kampfmoral der US-Streitkräfte von hoher Bedeutung war.
Wie Churchill und Roosevelt schon Ende Dezember 1941 mit zögerlicher Zustimmung Stalins verabredet hatten, sollten britische und US-amerikanische Einheiten in Marokko landen, um von dort aus das deutsche Afrikakorps in Libyen vom Westen her in die Zange zu nehmen. Diese Invasion (November 1942) unter der Führung von US-General Dwight D. Eisenhower endete binnen weniger Wochen mit einem klaren Sieg für die Alliierten. Roosevelt hatte zunächst darauf gedrängt, diese Operation noch vor den anstehenden Kongresswahlen abzuschließen, was sich jedoch aus militärischen Gründen als unmöglich erwies. Churchill schlug nun vor, das Deutsche Reich vom Mittelmeer aus anzugreifen, um so zunächst das mit dem NS-Regime verbündete Italien niederzuringen. Der Präsident zeigte sich beim Treffen der beiden auf der Casablanca-Konferenz im Januar 1943 nicht willens, diesem Unterfangen zuzustimmen. Auch Stalin, der eine Einladung zur Konferenz aus kriegsbedingten Gründen ablehnen musste, zeigte sich wenig angetan vom Vorschlag des britischen Regierungschefs. Wie auch Roosevelt forderte er einen Angriff auf die Deutschen unmittelbar vom Atlantik aus. Stalin schlug daher eine Invasion der Westmächte in Frankreich vor. Damit wollte er vor allem die Entlastung seiner eigenen Streitkräfte erreichen, die sich an der Ostfront einen äußerst brutal ausgefochtenen Stellungskrieg mit der deutschen Wehrmacht lieferten (sowohl an Soldaten als auch der Zivilbevölkerung hatte die Sowjetunion mit 27 Millionen Kriegsopfern den höchsten Blutzoll zu beklagen).
Roosevelt, obwohl er wie Stalin die Deutschen an der französischen Atlantikküste angreifen wollte, zögerte diese Invasion jedoch aus zwei Gründen hinaus: Einerseits bedurfte es einer sehr detaillierten Planung für eine solche Invasion an der militärisch sehr gut gesicherten Küste; andererseits war er sich darüber im Klaren, dass die hohen Verluste an der Ostfront das Leben amerikanischer Soldaten schonen würden. Unterdessen begannen ab 1943 die Streitkräfte der USA und des Vereinigten Königreiches mit ausgedehnten Luftangriffen gegen Ziele in Deutschland und Japan. Hier zeigte vor allem die Überlegenheit der amerikanischen Luftwaffe große Erfolge. Durch die Bombardierung großer Städte kam es jedoch sowohl in Deutschland als auch Japan zu hohen Verlusten in der Zivilbevölkerung. Anders als im Ersten Weltkrieg hatten sich die Alliierten darauf verständigt, den Krieg bis zur bedingungslosen Kapitulation der Achsenmächte fortzuführen.
Während sich der Krieg auf dem pazifischen Schauplatz trotz wachsender Erfolge der USA hinzog, konnten in Europa mehr und mehr militärische Erfolge erzielt werden. Auch die Rote Armee konnte die Deutschen zunehmend zurückdrängen. Am 6. Juni 1944 begannen Amerikaner und Briten, unterstützt von kanadischen Truppen, mit der als D-Day bekannt gewordenen Invasion in der Normandie (Operation Overlord). Mit der militärischen Planung und Durchführung des Unterfangens hatte Roosevelt den General und späteren US-Präsidenten Dwight D. Eisenhower beauftragt. Trotz hoher Verluste auf beiden Seiten erwies sich die Operation als voller Erfolg: Nun war eine zweite Front gegen die Wehrmacht eröffnet; sowohl Briten und Amerikaner als auch die Sowjets konnten die deutschen Verbände jetzt rasch zurückdrängen. Bereits im August des Jahres gelang den westlichen Alliierten die Befreiung von Paris.

#### Erste Nachkriegsplanungen

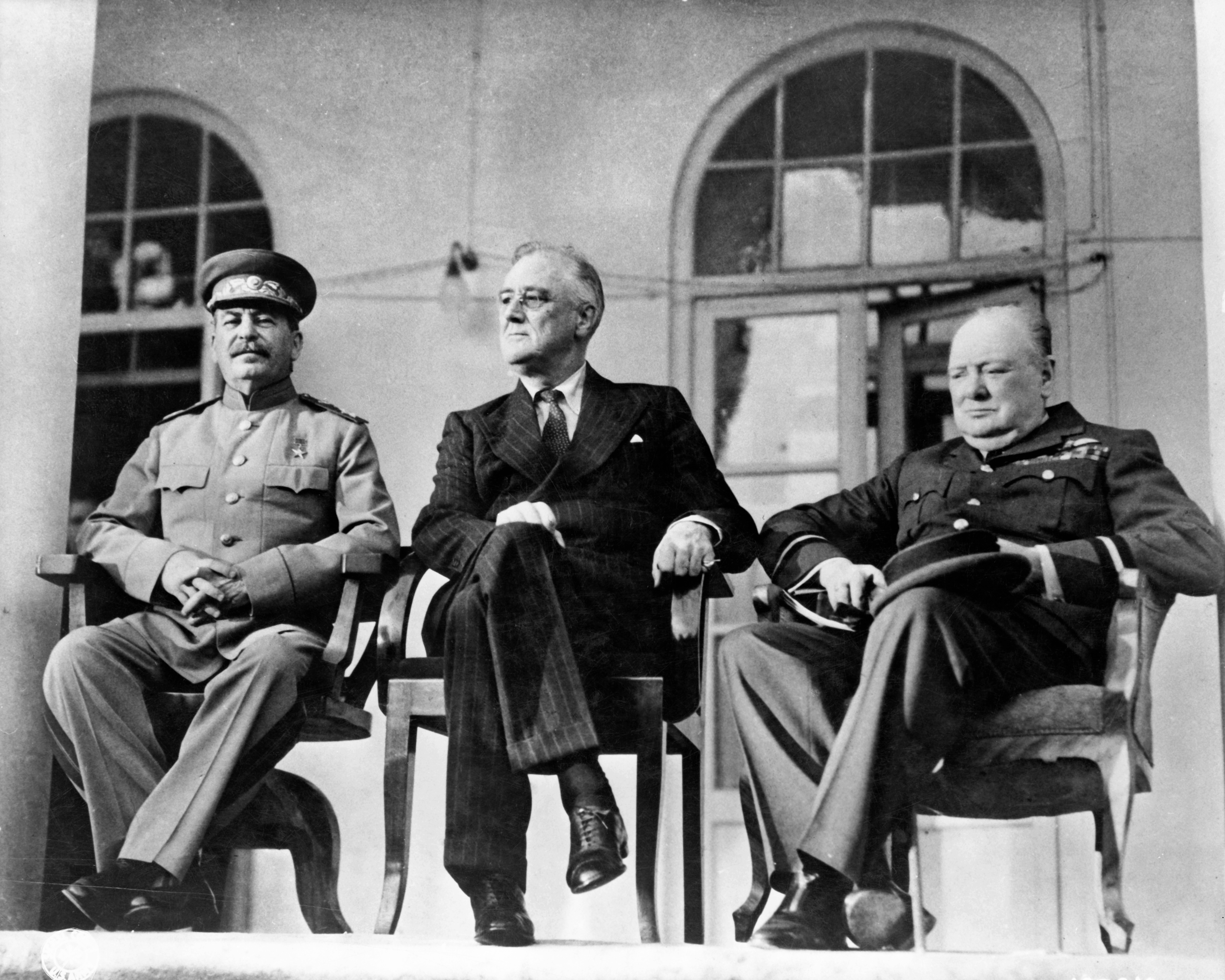
Von links nach rechts: Josef Stalin, Franklin D. Roosevelt und Winston Churchill auf der Terrasse der Sowjetischen Botschaft in Teheran (Konferenz von Teheran 1943)

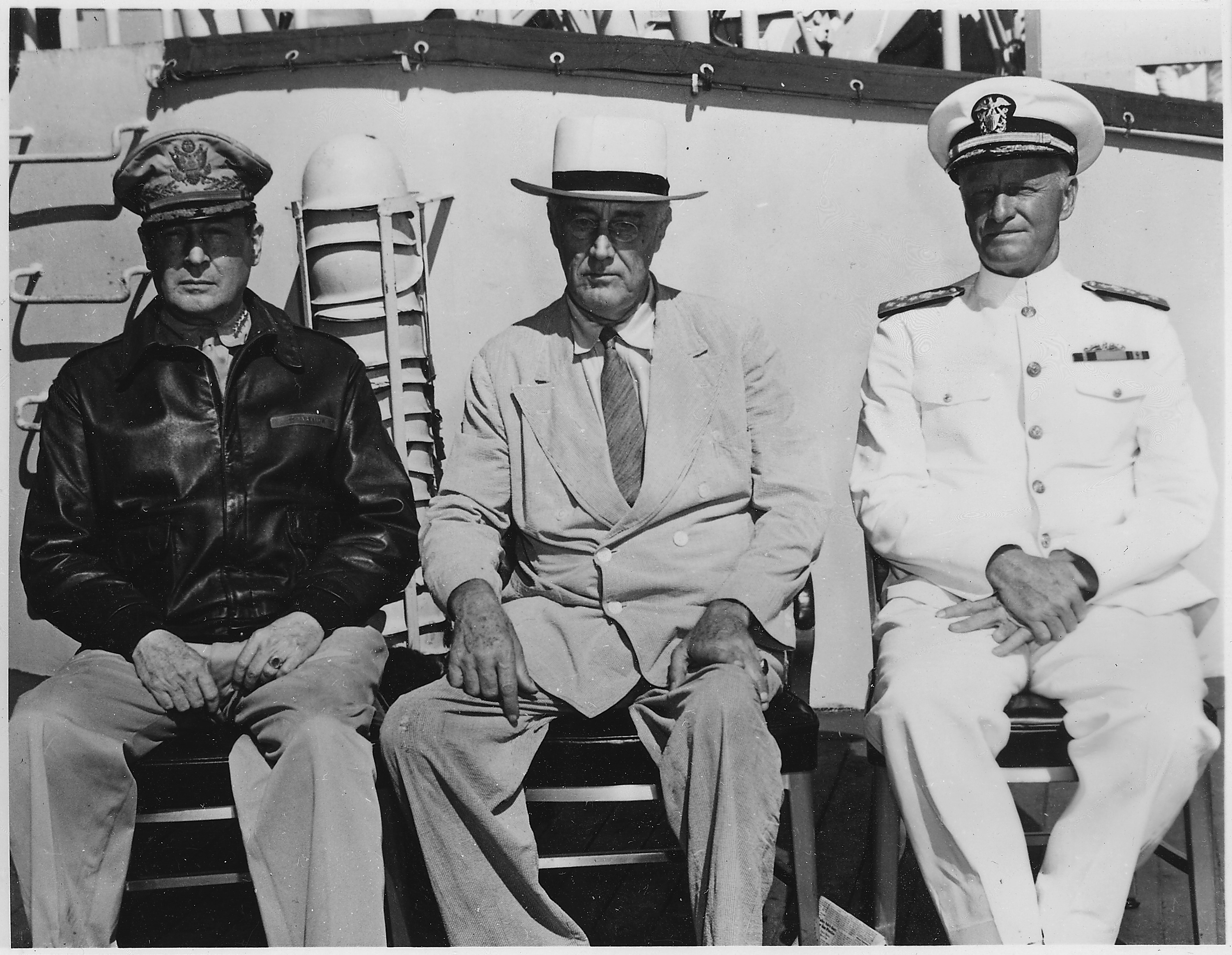
General Douglas MacArthur, Präsident Franklin D. Roosevelt und Admiral Chester W. Nimitz auf Hawaii, 26. Juli 1944

Ab Herbst 1943 zeichnete sich der Sieg der Alliierten nach und nach ab; die Deutschen gerieten immer mehr in die militärische Defensive. Damit wurde unweigerlich die Frage der Nachkriegsordnung aufgeworfen. Vom 28. November bis zum 1. Dezember 1943 trafen sich die Regierungschefs der „Großen Drei“ in der iranischen Hauptstadt Teheran zur sogenannten Teheran-Konferenz, um über die politische Zukunft des europäischen Kontinents zu beraten. Es war die erste persönliche Begegnung zwischen Roosevelt und dem sowjetischen Machthaber Josef Stalin. Während Churchill gegenüber Roosevelt seine Sorge zum Ausdruck brachte, Stalin könne in den von seiner Armee eingenommenen Gebieten ein totalitäres System einrichten, beschwichtigte er den Premier:

“I just have a hunch that Stalin is not that kind of a man. […] I think that if I give him everything I possibly can and ask for nothing from him in return, noblesse oblige, he won’t try to annex anything and will work with me for a world of democracy and peace.”

„Ich habe das Gefühl, dass Stalin nicht diese Art Mann ist. […] Ich denke, wenn ich ihm alles gebe, was ich kann, und dafür keine Gegenleistung verlange, wird er, noblesse oblige, nichts mehr zu annektieren versuchen und mit mir für eine Welt der Demokratie und des Friedens zusammenarbeiten.“

Stalin bestand bei den Gesprächen in Teheran darauf, jene polnischen Gebiete zu behalten, die er sich im Zuge des Hitler-Stalin-Pakts von 1939 unter Gewaltanwendung angeeignet hatte. Roosevelt stimmte dem zu, um so Stalin die Zustimmung zur Gründung der Vereinten Nationen (UNO) abringen zu können. Roosevelt und Churchill hatten schon seit 1941 derartige Pläne diskutiert. Die Vision des Präsidenten war es, eine weltweite Organisation zu schaffen, mit deren Hilfe künftige Konflikte auf diplomatischen Wegen gelöst werden könnten. Dabei sollten den USA, der Sowjetunion, dem Vereinigten Königreich, Frankreich und der Republik China eine Schlüsselrolle zufallen, indem ihnen im Weltsicherheitsrat, dem höchsten Organ der Institution, ein Vetorecht eingeräumt würde. Stalin gab seine Zustimmung, da die Mitgliedschaft im Weltsicherheitsrat seinem Land einen Platz am Tisch der mächtigsten Nationen gab. Ferner konnte Roosevelt dem sowjetischen Herrscher die Zusage entlocken, sich am Krieg gegen Japan zu beteiligen. Die UdSSR würde, so der Plan, spätestens drei Monate nach der deutschen Kapitulation dem Kaiserreich Japan den Krieg erklären und in der japanisch besetzten Mandschurei einmarschieren, um so amerikanische Truppen im Pazifik zu entlasten. Dabei köderte Roosevelt Stalin mit japanischen Gebieten entlang der pazifischen Festlandküste Asiens.
Roosevelts Finanzminister Henry Morgenthau schlug vor, Deutschland nach dem Sieg der Alliierten in einen Agrarstaat umzuwandeln, um so zu verhindern, dass von Deutschland je wieder ein Angriffskrieg ausgehen könnte. Der Morgenthau-Plan gelangte jedoch nicht in ein konkretes Planungsstadium. Präsident Roosevelt stimmte zwar der vollständigen Entwaffnung Deutschlands und der Zerstörung der gesamten Rüstungsindustrie zu, allerdings verwarf der Präsident den Morgenthau-Plan im Oktober 1944. Roosevelt betonte bereits im Jahr 1944, die Absicht seiner Regierung sei es nicht, „das deutsche Volk zu versklaven“. Stattdessen, so der Präsident, solle die Ideologie des Nationalsozialismus vernichtet, die NS-Funktionäre für ihre Taten bestraft und Deutschland ein demokratischer und friedlicher Rechtsstaat werden. Um dauerhaften Frieden auf dem Kontinent zu erreichen, sprach er von der Notwendigkeit des europäischen Einigungsprozesses. Nach dem Kriegsende ersetzte Roosevelts Nachfolger Harry S. Truman Morgenthau als Finanzminister.
Die Nachkriegsplanungen der „großen Drei“ wurden mit den Beschlüssen auf der Konferenz von Jalta im Februar 1945 konkretisiert (Details im Abschnitt zur vierten Amtszeit). Es wurde unter anderem die Einteilung Deutschlands in vier Besatzungszonen vereinbart (auch Frankreich wurde eine Zone zugestanden).

#### „Manhattan-Projekt“
Die Entdeckung der Kernspaltung 1938 durch Otto Hahn und Fritz Straßmann in Berlin beschwor in der amerikanischen Wissenschaftsgemeinde die Erkenntnis einer nuklearen Bedrohung herauf. Im August 1939 warnten Albert Einstein und Leó Szilárd in einem Brief an Roosevelt vor einer „Bombe neuen Typs“, die das Dritte Reich entwickeln könne, und appellierten daher, Forschung und Entwicklung einer US-Atombombe voranzutreiben. Roosevelt nahm diese Befürchtungen sehr ernst, woraufhin wenig später das streng geheime Manhattan-Projekt ins Leben gerufen wurde. Tatsächlich kam der Bau einer deutschen Nuklearwaffe nie in ein konkretes Entwicklungsstadium; Hitler hatte ein derartiges Vorhaben fallengelassen. Die US-Forschungen, an denen auch das Vereinigte Königreich beteiligt war, wurden mit dem Bau von Kernwaffen erfolgreich abgeschlossen. Roosevelt erlebte den Test der ersten Atombombe im Juli 1945 nicht mehr. Ob er ebenfalls, wie sein Nachfolger Truman, zum Einsatz der Bombe gegen Japan bereit gewesen wäre, gehört zu den viel diskutierten Fragen der Geschichtswissenschaft.

### Präsidentschaftswahl 1944

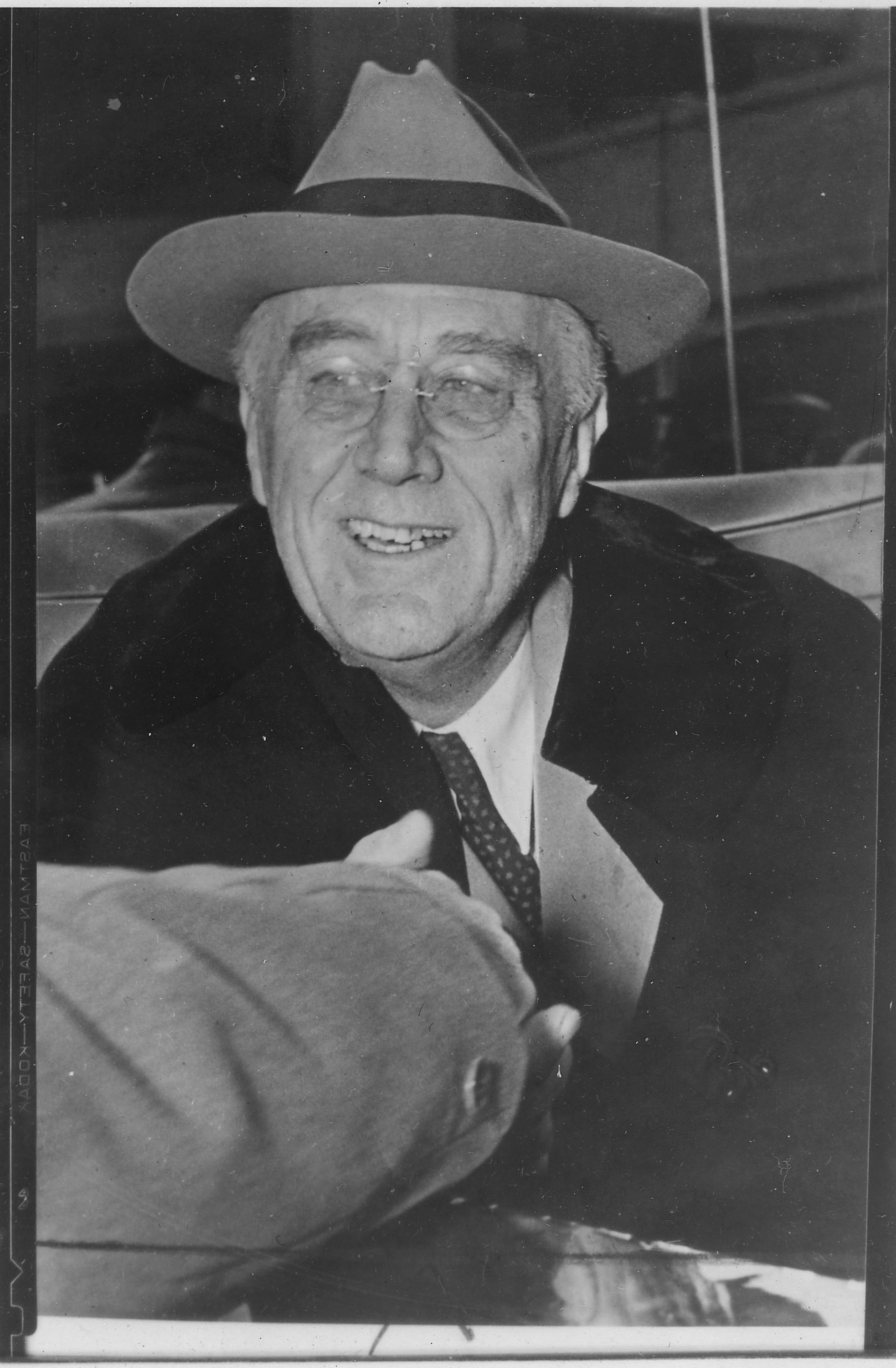
Roosevelt bei einem Wahlkampfauftritt am 27. Oktober 1944

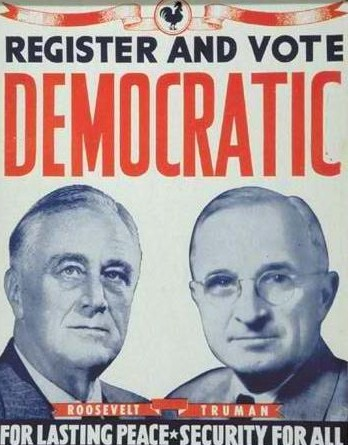
Wahlplakat der Demokraten von 1944 mit Roosevelt und Truman

Ergebnisse der Wahl nach einzelnen Staaten (die Nummern stehen für die Anzahl an Wahlmännern, die der jeweilige Bundesstaat zu vergeben hat)
Mehrheit für Roosevelt
Mehrheit für Dewey

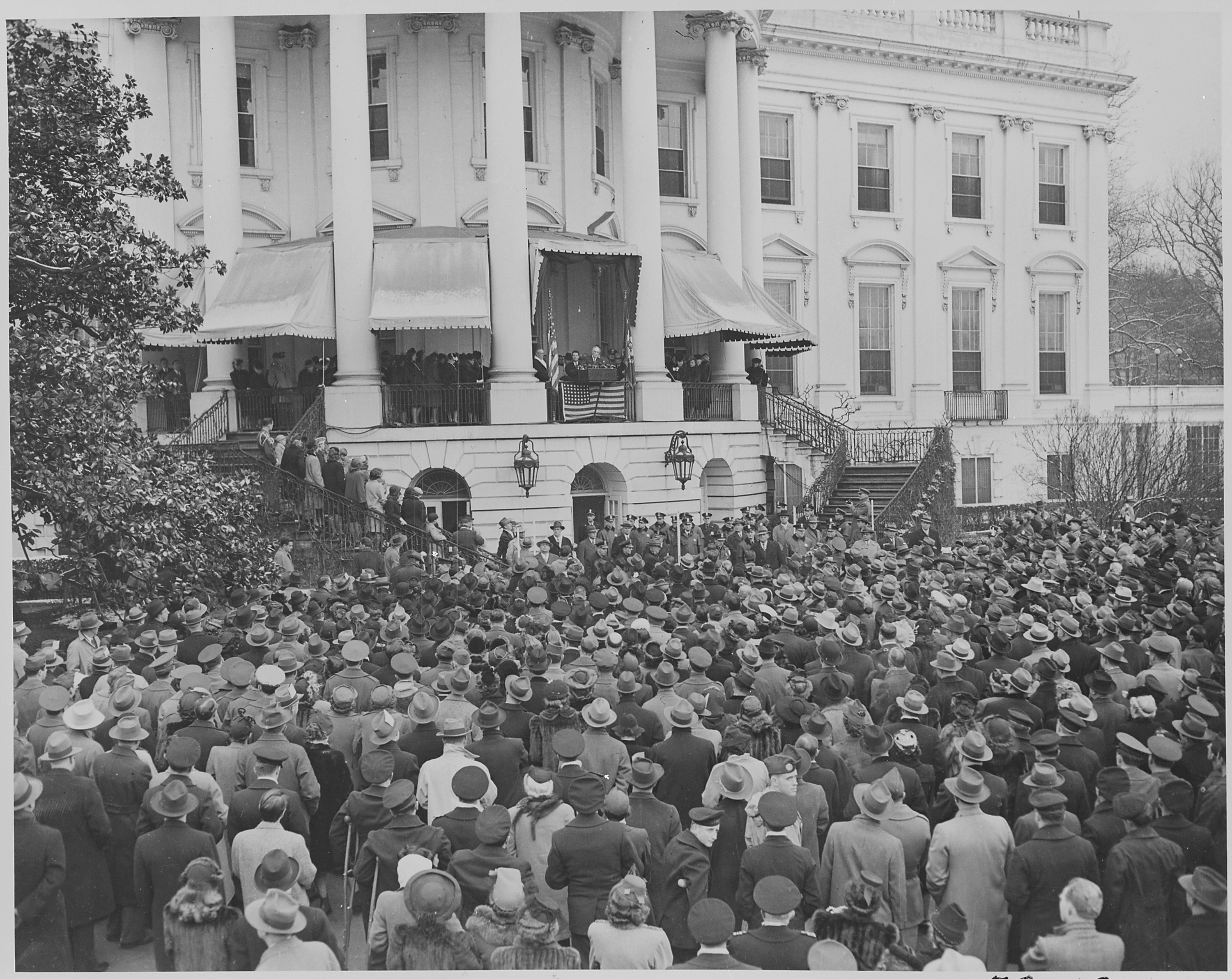
Die Zeremonie zu Roosevelts vierter Amtseinführung vor dem Weißen Haus am 20. Januar 1945

Anders als 1940 gab es im Vorfeld der Präsidentschaftswahl 1944 keine Zweifel über Roosevelts erneute Kandidatur. Trotz einiger Vorbehalte aus dem konservativen Parteiflügel der Südstaaten, speziell gegen Roosevelts vermeintlich freundliche Politik gegenüber Afroamerikanern, forderte kein demokratischer Politiker den Präsidenten um die Kandidatur der Partei offen heraus. Der demokratische Parteitag im Juli 1944 wählte Roosevelt, der weiterhin große Zustimmung aus der Bevölkerung erfuhr, dann mit großer Mehrheit erneut zu ihrem Kandidaten. Als Vizepräsidentschaftskandidat wurde der Senator aus Missouri Harry S. Truman aufgestellt, nachdem es innerhalb der demokratischen Parteiführung erhebliche Vorbehalte gegen Amtsinhaber Henry A. Wallace gab, der vielen als zu linkslastig galt. Roosevelt stimmte dem schließlich zu, obwohl Truman nicht zu den engeren Vertrauten des Präsidenten im Senat zählte. Allerdings hatte der Senator in den vergangenen Jahren die Politik des Weißen Hauses loyal mitgetragen und sich auch durch sein Vorgehen gegen Korruption einen Namen gemacht.
Republikanischer Herausforderer wurde der innenpolitisch moderat eingestellte Gouverneur von New York Thomas E. Dewey. Mit 42 Jahren war Dewey einer der jüngsten Bewerber einer großen Partei. Außenpolitisch gab es wenige Differenzen zwischen den beiden Kontrahenten; Dewey prangerte im Wahlkampf aber die vermeintliche Ineffizienz des New Deal an und forderte mehr wirtschaftliche Deregulierung. Außerdem porträtierte er den Präsidenten als „müden alten Mann“ („tired old man“), der von einem Kabinett voller „müder alter Männer“ umgeben sei. In seiner Nominierungsrede vom Juli 1944 charakterisierte Roosevelt seinen Herausforderer als zu unerfahren und unreif für das Präsidentenamt in diesen kritischen Kriegszeiten. Als wichtigste Ziele seiner Regierung in einer vierten Amtszeit nannte er den Sieg über den Faschismus, den Aufbau einer internationalen Friedensinstitution (die UNO) und den Aufbau einer prosperierenden Nachkriegswirtschaft. Roosevelt warnte, die Republikaner würden im Falle eines Triumphes einen Großteil der erfolgreichen New-Deal-Reformen revidieren.
Um Gerüchten vorzubeugen, sein Gesundheitszustand habe sich verschlechtert, bestand Roosevelt auf einer energischen Wahlkampagne. So unternahm er ausgedehnte Reisen durchs Land, hielt mehrere Reden und fuhr in offenem Wagen durch die Städte, um Hände zu schütteln. Besonderen Eindruck machte Roosevelts Konter auf den erfundenen Vorwurf der Republikaner, der Präsident habe seinen Hund Fala während einer Truppen-Inspektionsreise auf einer Insel der Aleuten vergessen und einen Zerstörer der United States Navy ausgesandt, um ihn abzuholen, was den Steuerzahler mehrere Millionen Dollar gekostet habe. Roosevelt zog die republikanischen Beschuldigungen bei einem Vortrag am 23. September 1944 durch seine geschickte Rhetorik ins Lächerliche, woraufhin das Publikum in Lachen ausbrach:

“These Republican leaders have not been content with attacks on me, or my wife, or on my sons. No, not content with that, they now include my little dog, Fala. Well, of course, I don’t resent attacks, and my family don’t resent attacks, but Fala does resent them. You know, Fala is Scotch, and being a Scottie, as soon as he learned that the Republican fiction writers in Congress and out had concocted a story that I’d left him behind on an Aleutian island and had sent a destroyer back to find him—at a cost to the taxpayers of two or three, or eight or twenty million dollars—his Scotch soul was furious. He has not been the same dog since. I am accustomed to hearing malicious falsehoods about myself […]. But I think I have a right to resent, to object, to libelous statements about my dog.”

„Diese Führer der Republikaner haben es nicht dabei belassen, mich, meine Frau und meine Söhne anzugreifen. Nein, damit nicht genug, jetzt geht es auch gegen meinen kleinen Hund, Fala. Natürlich nehme ich Angriffe nicht übel, genauso wenig wie meine Familie, aber Fala nimmt sie übel. Sie wissen, Fala ist ein Schotte. Als Fala erfuhr, dass die republikanischen Romanschriftsteller im Kongress und anderswo eine Geschichte zusammengebraut haben, nach der ich ihn auf den Aleuten vergessen und auf Kosten des Steuerzahlers von zwei, oder drei oder acht oder zwanzig Millionen Dollar einen Zerstörer auf die Suche nach ihm geschickt hätte, war seine schottische Seele schwer getroffen. Seitdem ist er nicht mehr derselbe Hund. Ich bin daran gewöhnt, bösartige Lügen über mich zu hören, ich sei alt, wurmstichig oder würde mich als unentbehrlich darstellen […]. Aber ich denke, ich habe das Recht, mich über verleumderische Behauptungen über meinen Hund zu ärgern und ihnen zu widersprechen.“

Die entscheidende Frage im Wahlkampf war, welchem politischen Führer es am ehesten zuzutrauen war, die kritischen Monate des nahenden Kriegsendes zu bewältigen. Erfolge der immer weiter vorstoßenden Alliierten auf dem europäischen Kriegsschauplatz verschafften dem ohnehin populären Präsidenten einen großen Vorteil. Bei der Präsidentschaftswahl am 7. November 1944 setzte sich Roosevelt dann erneut durch. Trotz leichter Stimmenverluste im Vergleich zur Wahl vier Jahre früher stimmten noch immer 53,4 % der Wähler für ihn; Dewey vereinte 45,9 % der Stimmen auf sich. Roosevelt und Truman siegten in 36 Bundesstaaten, während Dewey und sein Running Mate John W. Bricker nur in zwölf Staaten erfolgreich waren (wie auch Willkie 1940 vorwiegend im Mittleren Westen und Teilen Neuenglands). Der Bundesstaat New York, in dem beide Kandidaten lebten, fiel jedoch nur knapp an Roosevelt. Im Electoral College fiel das Ergebnis mit 432 zu 99 Wahlmännern erneut klar zu Roosevelts Gunsten aus. Besonders viele Stimmen erhielten die Demokraten aus den Großstädten und dem demokratisch geprägten Süden der USA. Gleichzeitig gewannen die Demokraten bei den parallel stattfindenden Kongresswahlen Mandate hinzu, nachdem infolge der Kongresswahlen 1942 die Mehrheiten der Partei nur noch recht knapp waren.
Aufgrund des andauernden Kriegszustandes und Roosevelts angegriffener Gesundheit wurde die vierte Amtseinführung des Präsidenten am 20. Januar 1945 nicht auf den Stufen des Kapitols mit einer großen Feier abgehalten, sondern in einer sehr schlichten Zeremonie auf der Terrasse des Weißen Hauses. Die Ansprache Roosevelts an seine Landsleute dauerte nur rund fünf Minuten.

### Vierte Amtszeit: Letzte Monate und geplante Nachkriegsordnung

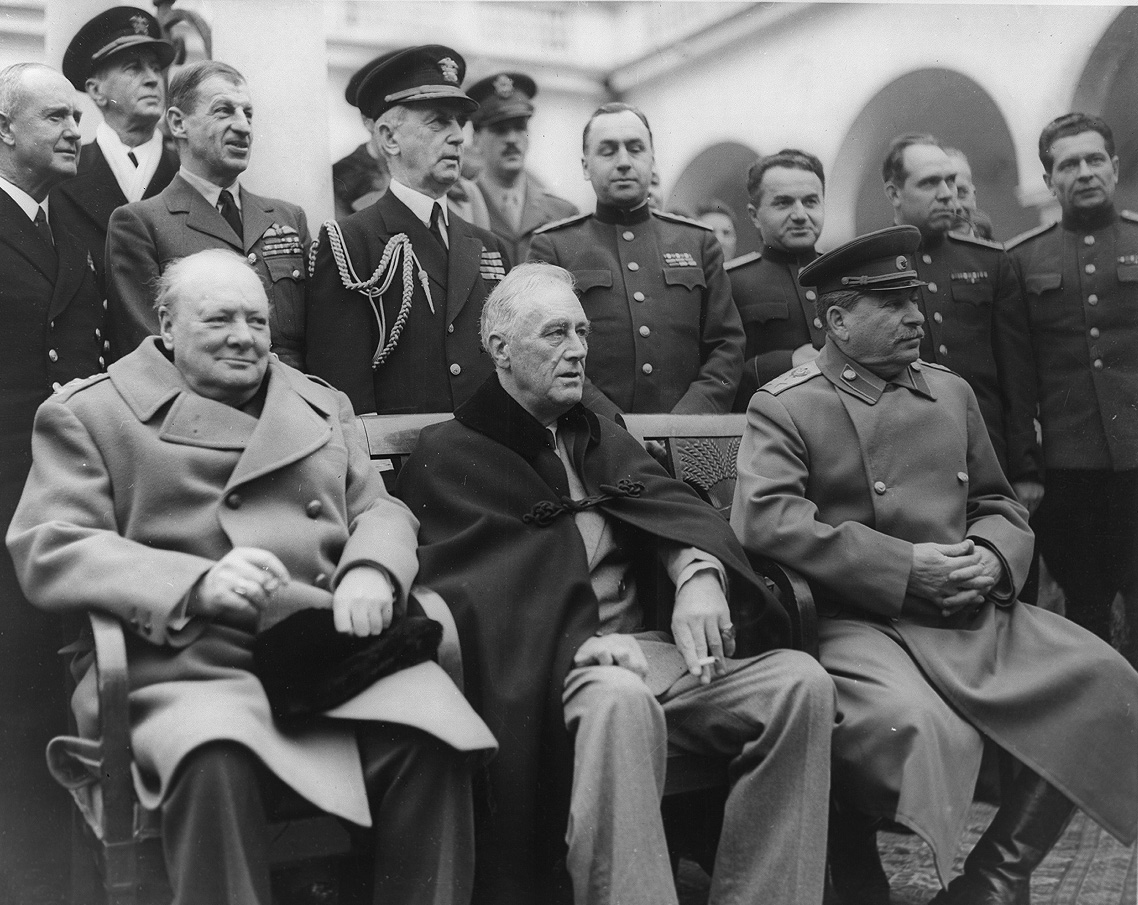
Churchill, Roosevelt und Stalin auf einem Gruppenfoto in Jalta nach Beendigung der Gespräche

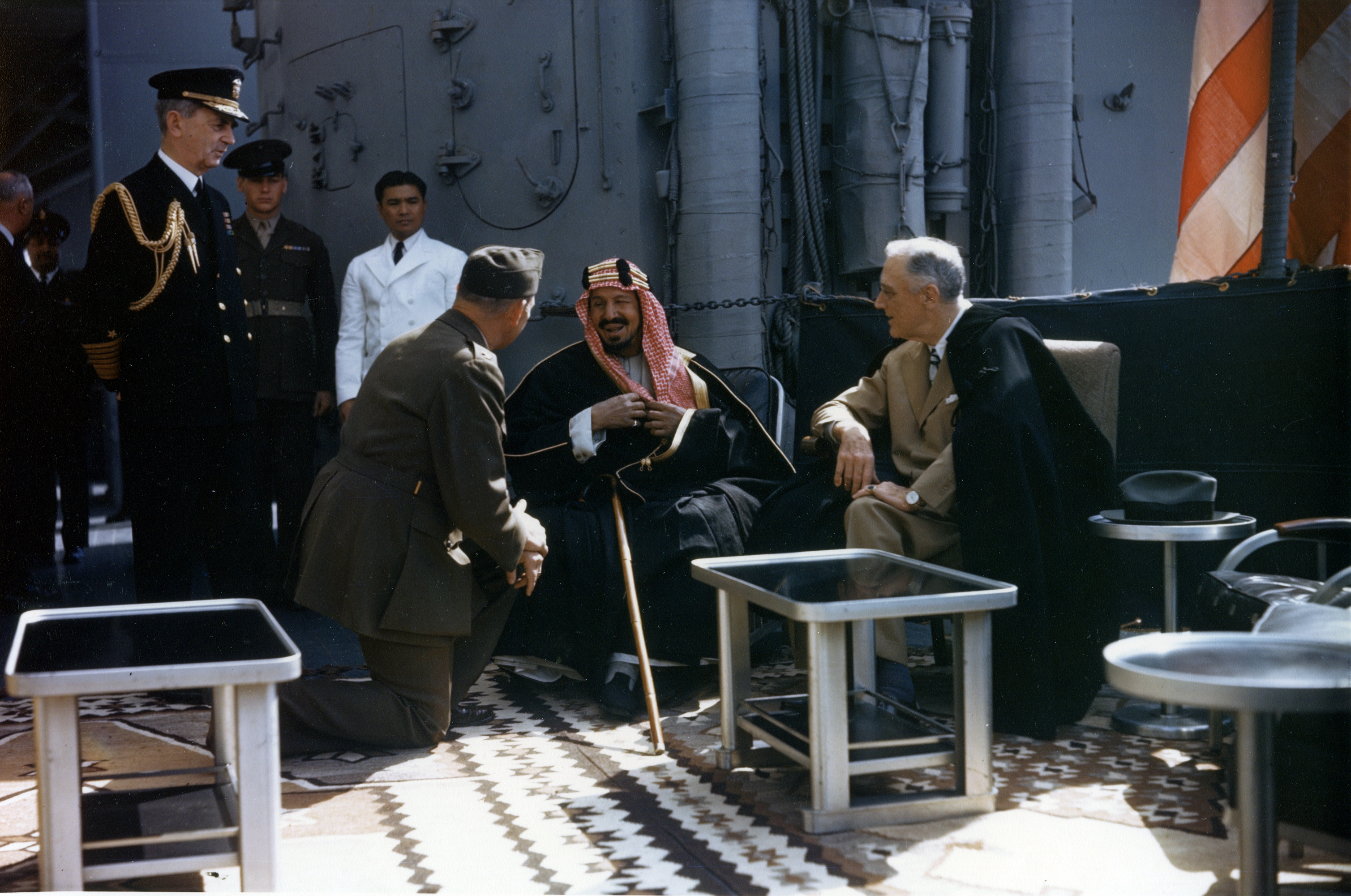
William Daniel Leahy, König Ibn Saud und Roosevelt an Bord der Quincy am 14. Februar 1945, als Präsident und König die Quincy-Vereinbarung schlossen. Der Vertrag garantierte zum einen die Versorgung der USA mit Erdöl durch die Familie Al Saud, zum anderen sicherte Roosevelt den Al Saud die militärische Unterstützung und somit den Machterhalt der königlichen Familie zu.

Als Roosevelt im Januar 1945 seine vierte Amtszeit antrat, war der Sieg über Hitlers Deutschland lediglich eine Frage von wenigen Monaten. Sowohl an der Ost- wie der Westfront wurde die Wehrmacht immer weiter zurückgedrängt. Kurz nach seiner Vereidigung begab sich der Präsident auf die Reise nach Jalta auf der sowjetischen Halbinsel Krim im Schwarzen Meer, wo die drei alliierten Staatschefs vom 4. bis zum 11. Februar 1945 über die Nachkriegsordnung konferierten. Auf der Konferenz von Jalta verabredeten Roosevelt, Stalin und Churchill die Aufteilung Deutschlands und Österreichs in vier Besatzungszonen (neben den drei Hauptalliierten wurde später auch Frankreich eine Zone zugestanden). Auch bestand Einigkeit darin, dass Deutschland komplett entmilitarisiert werden solle und Reparationen leisten müsse. Die anderen besetzten Länder von Italien über die Tschechoslowakei bis zum Baltikum und praktisch der ganze Balkan sollten einen Sicherheitsring von Satellitenstaaten um die Sowjetunion bilden. Darauf gingen Churchill und Roosevelt nur teilweise ein. Italien wurde der westlichen Einflusssphäre zugeschlagen, während man die Tschechoslowakei und die baltischen Staaten Stalin überließ. Einigkeit bestand jedoch in der Bestrebung, die Vereinten Nationen zu gründen. Stalin gab außerdem seine endgültige Zustimmung zu einer sowjetischen Beteiligung im Krieg gegen Japan, welche binnen drei Monaten nach dem Sieg über Deutschland erfolgen sollte.
Der eigentliche Testfall für die Einigkeit der Alliierten bildete Polen, über das wie auch über die deutschen Ostgebiete keine Einigung erzielt wurde. Stalins Absicht war es, in Warschau ein von Moskau abhängiges kommunistisches Regime zu installieren. Roosevelt betonte zwar, eine künftige polnische Regierung dürfe nicht feindlich gegenüber der UdSSR eingestellt sein, gleichzeitig forderten er und Churchill die Durchführung von freien Wahlen in dem Land. Stalin stimmte auf der Konferenz aber zu, die provisorische (kommunistische) Regierung Polens mittels Wahlen zu reorganisieren. Bezüglich Polens war es schon im Vorjahr zu Verwerfungen innerhalb der Anti-Hitler-Koalition gekommen, nachdem polnische Kämpfer sich im August 1944 gegen die Besatzung durch die Deutschen erhoben hatten (Warschauer Aufstand). Obwohl sich Truppen der Roten Armee bereits wenige Kilometer vor der Stadtgrenze befanden, lehnte Stalin ein Eingreifen seiner Streitkräfte ab (im Falle von Paris waren Briten und Amerikaner den Aufständischen zur Hilfe gekommen und hatten so die französische Hauptstadt befreit). Stalin begründete dies offiziell mit logistischen Problemen. Erst im Oktober 1944 rückten die sowjetischen Streitkräfte in der Stadt ein, nachdem die Wehrmacht den Aufstand schon blutig niedergeschlagen hatte. Tatsächlich befürchtete der sowjetische Diktator, die polnischen Kämpfer würden sich einer sowjetischen Besatzung genauso widersetzen wie jener der Wehrmacht. Auch hatte er Waffenlieferungen der USA und Großbritanniens an die Polen abgelehnt; denn diese hätten nur durch die Benutzung von sowjetischen Flugplätzen durch amerikanische und britische Maschinen erfolgen können. Roosevelt (wie auch Churchill) zeigte sich gegenüber seinen Beratern verärgert über Stalins Verhalten in dieser Frage. Letztendlich gab er sein Vorhaben jedoch im September 1944 auf, um die Einheit der Allianz gegen Hitler nicht zu gefährden.
Auf seiner Rückreise von Jalta in die USA machte Roosevelt einen Abstecher an das Rote Meer. Dort kam es am 14. Februar 1945 an Bord der Quincy zu einem historischen Treffen zwischen ihm und dem saudischen König Abd al-Aziz ibn Saud. Sie unterzeichneten einen Vertrag über eine amerikanische Militärbasis im Persischen Golf und führten Gespräche zur Palästina-Frage und zu einem Militärbündnis. Während des Zweiten Weltkrieges hatte sich Saudi-Arabien zwar neutral erklärt, jedoch die Alliierten aktiv unterstützt. Auch mit Ägyptens König Faruq führte Roosevelt Gespräche. Nach seiner Rückkehr aus Jalta berichtete der Präsident am 1. März dem Kongress von den Beschlüssen der Konferenz. Gleichzeitig sah er noch einen weiten Weg bis zum Sieg über Japan: “It is still a long, tough road to Tokyo” (deutsch: „Es ist noch immer eine lange, schwere Strecke nach Tokio“), so Roosevelt.
In den Wochen bis zur Kapitulation Deutschlands traten die ideologischen Gegensätze der Westmächte und der Sowjetunion mehr und mehr zutage, obwohl Roosevelt noch nicht zu einer größeren Konfrontation mit Stalin bereit war. Der Präsident zeigte sich in privaten Gesprächen nach dem Ende der Konferenz zunächst überzeugt, Stalin werde die wesentlichen Zusagen von Jalta einhalten, doch wenige Wochen später reflektierte W. Averell Harriman, der US-Botschafter in Moskau, die Situation in Osteuropa gegenüber Roosevelt in einem Memorandum: “we must come clearly to realize that the Soviet program is the establishment of totalitarianism, ending personal liberty and democracy as we know it.” (deutsch: „Wir müssen klar erkennen, dass das sowjetische Programm die Einrichtung totalitärer Regime ist, das Ende von persönlicher Freiheit und Demokratie, so wie wir sie kennen“). Privat räumte der Präsident wenige Tage später ein, seine Sicht auf Stalin sei zu optimistisch gewesen, und gab Harriman Recht. Über den März 1945 mahnte Roosevelt den sowjetischen Machthaber in Telegrammen, die Beschlüsse von Jalta einzuhalten und freie Wahlen in Polen durchzuführen. Als Stalin seinerseits Briten und Amerikaner beschuldigte, im Geheimen und ohne sowjetische Beteiligung ein Friedensabkommen mit dem Deutschen Reich aushandeln zu wollen, antwortete Roosevelt wenige Tage vor seinem Tod mit einer geharnischten Botschaft: „I cannot avoid a feeling of bitter resentment towards your informers, whoever they are, for such vile misrepresentations of my actions or those of my trusted subordinates.“ (deutsch: „Offen gesagt kann ich meine tiefe Verärgerung über Ihre Informanten, wer immer sie auch sein mögen, für solche Fehlinterpretationen meines Handelns oder des Handelns meiner Vertrauten nicht verbergen“).

### Gesundheit und Tod des Präsidenten

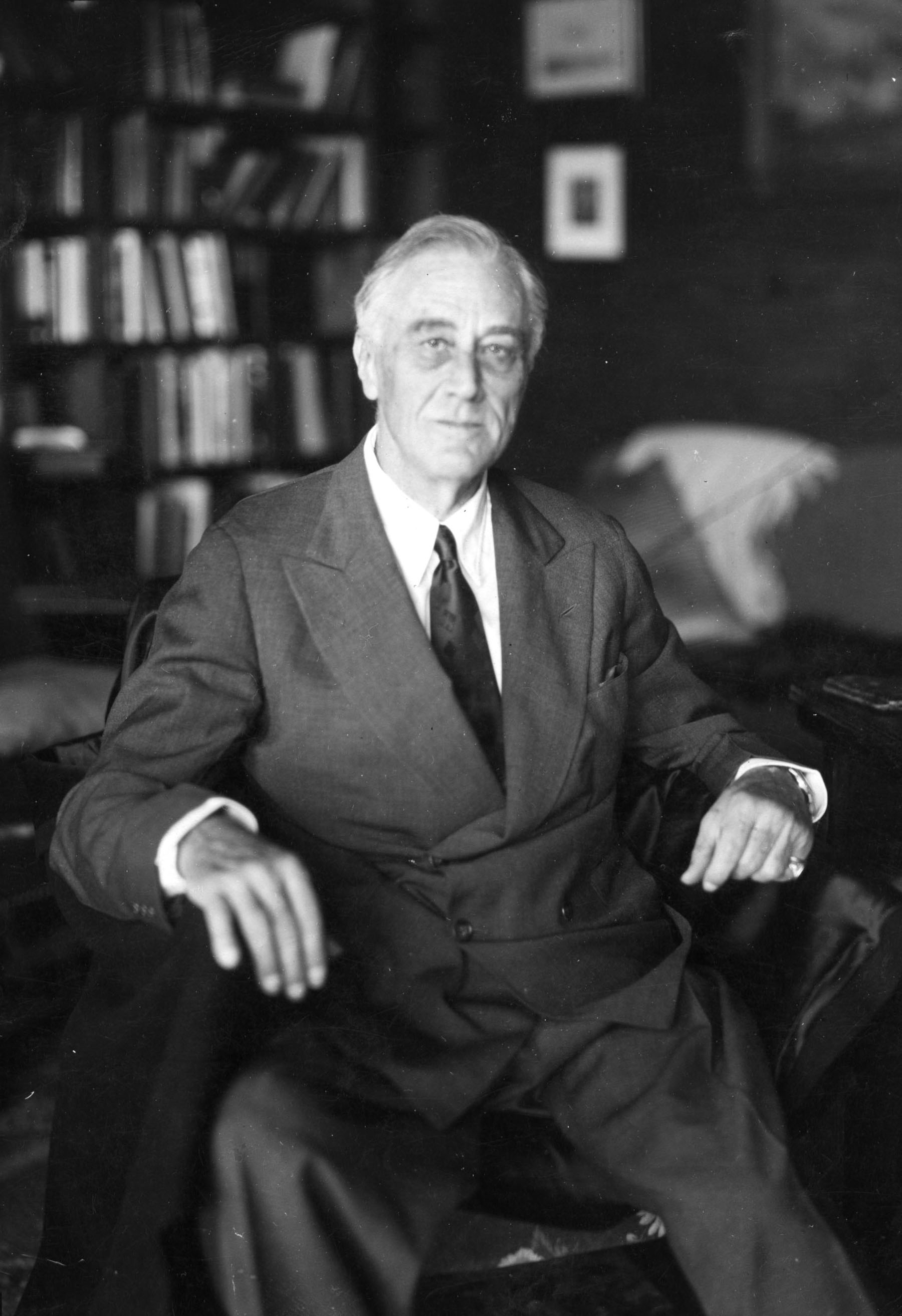
Eines der letzten Porträts Franklin D. Roosevelts in Warm Springs, Georgia (April 1945)

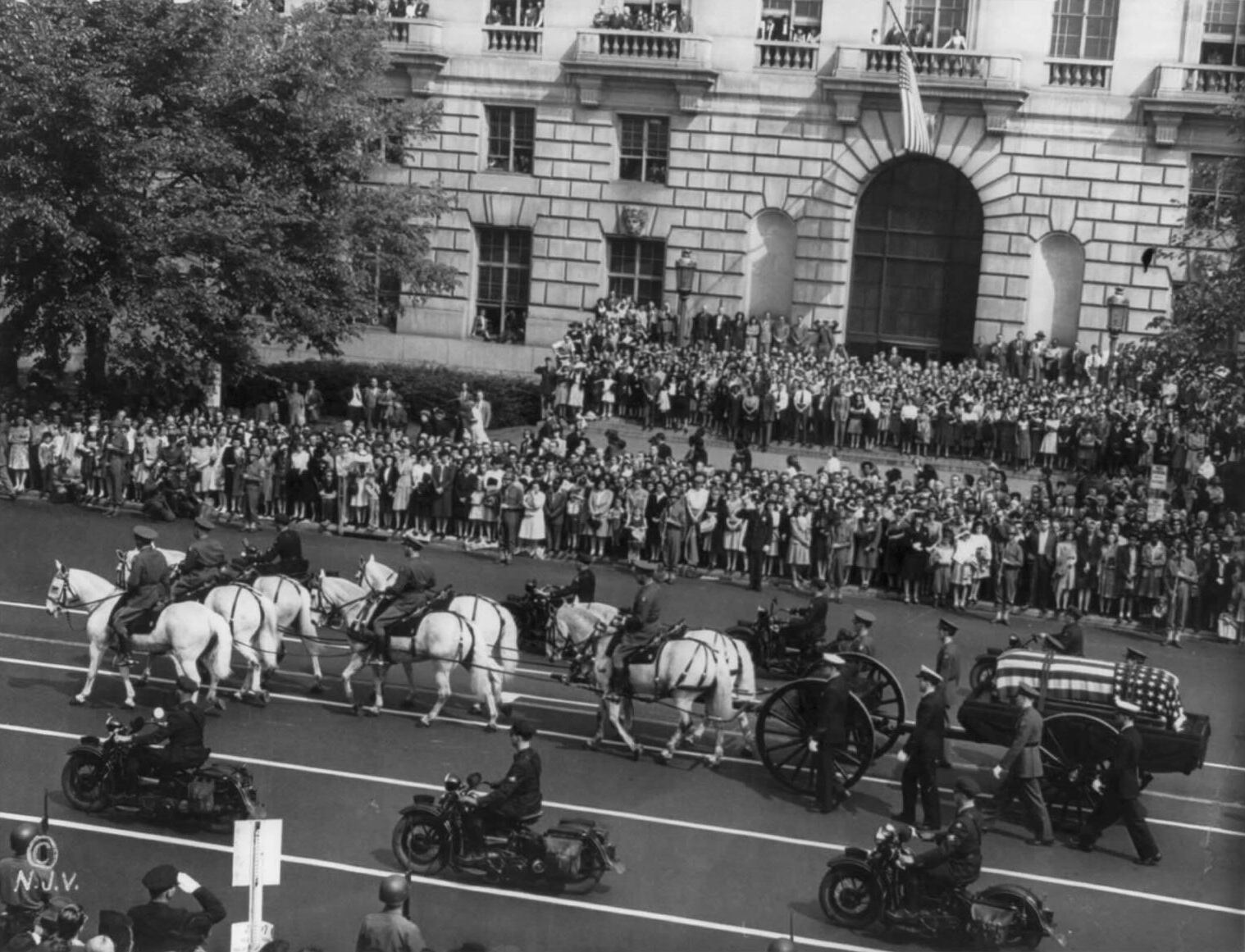
Trauerzug mit dem Sarg des verstorbenen Präsidenten am 14. April 1945

Roosevelts Gesundheitszustand verschlechterte sich spätestens mit Beginn seiner dritten Amtszeit 1941 zusehends. Vor allem der Stress während der Kriegsjahre setzte dem Präsidenten körperlich zu. Bei einer umfassenden medizinischen Untersuchung im März 1944 wurde ein chronischer Bluthochdruck diagnostiziert. Daraufhin empfahlen die Ärzte dem Präsidenten eine Verringerung seines Arbeitspensums. Während des Wahlkampfes 1944 dementierten Roosevelts Mitarbeiter Gerüchte um eine Verschlechterung seines Gesundheitszustandes. Obwohl die Bevölkerung im Wesentlichen unwissend über den genauen Zustand ihres Staatsoberhauptes war, blieb für viele Beobachter der körperliche Verfall des Präsidenten, der zudem noch Kettenraucher war, unübersehbar. Er wirkte stark gealtert und häufig müde und dünner als in früheren Jahren. Die energische Wahlkampagne von 1944, auf die er bestanden hatte, um Gerüchten zu seinem Zustand vorzubeugen, sowie die lange und beschwerliche Reise zur Konferenz von Jalta Anfang Februar 1945, zehrten zusätzlich an seinen Kräften.
Ende März 1945 zog sich Roosevelt auf sein Landhaus, genannt Little White House, in Warm Springs im Bundesstaat Georgia zurück, um sich dort von den Strapazen der vergangenen Monate zu erholen. Für eine Teilnahme einer auf den 25. April datierten Konferenz der Vereinten Nationen in San Francisco erhoffte er sich inmitten der warmen Mineralgewässer Georgias eine Besserung seines Zustandes. Roosevelt, dem der Eindruck seines eigenen körperlichen Verfalls nicht erspart blieb, hatte einem Vertrauten im Jahr 1945 offenbart, dass er sich vorstellen könne, nach dem Krieg vom Präsidentenamt zurückzutreten. Dazu kam es jedoch nicht mehr. Am Nachmittag des 12. April 1945 klagte er während einer Porträtsitzung mit der Künstlerin Elizabeth Shoumatoff über starke Kopfschmerzen: „I have a terrific pain in the back of my head“ („Ich habe schreckliche Schmerzen in meinem Hinterkopf“), nach anderen Quellen „I have a terrific headache“ („Ich habe schreckliche Kopfschmerzen“). Sein kurz darauf eintreffender Arzt stellte eine massive Hirnblutung fest. Gut zwei Minuten nach seinen letzten Worten kollabierte Roosevelt und starb circa zwei Stunden später im Alter von 63 Jahren. Roosevelts Blutdruck, sein Leibarzt hatte dies zuletzt in seinem medizinischen Tagebuch dokumentiert, betrug bei der letzten Messung etwa 300/190 mmHg.
Das Präsidentenamt übernahm noch am selben Tag sein Vizepräsident Truman, der erst seit Januar Roosevelts Stellvertreter war. Zum Zeitpunkt von Roosevelts Tod war die deutsche Wehrmacht bereits kurz vor ihrer endgültigen Niederlage. Hitler, der seine letzten Tage im Führerbunker verbrachte, hoffte kurzzeitig auf einen Zerfall der Kriegsallianz. Bezüglich Deutschland führte der neue Präsident Roosevelts Kurs aber fort. Am Elbe Day, dem 25. April, trafen sich US-Truppen und Teile der Roten Armee an der Elbe; kurz nach dem Suizid Hitlers (30. April) konnte Präsident Truman am 8. Mai 1945 die bedingungslose Kapitulation der Wehrmacht verkünden.
Roosevelts Leichnam wurde am 13. April nach Washington überführt, wo eine Trauerveranstaltung mit etlichen Staatsgästen abgehalten wurde. Am 15. April 1945 wurde der verstorbene Präsident in seiner Heimatstadt Hyde Park unter großer Anteilnahme mit militärischen Ehren beigesetzt. Sein Tod löste national wie international große Bestürzung und Trauer aus. Tausende Menschen versammelten sich zu dem Trauermarsch in Washington und erwiesen dem verstorbenen Staatsmann die letzte Ehre. Präsident Truman ordnete an, dass alle amerikanischen Flaggen für einen Monat auf halbmast wehen sollten. The New York Times würdigte Roosevelt für seine politischen Verdienste in den zwölf Jahren seiner Amtszeit: „Men will thank God on their knees a hundred years from now that Franklin D. Roosevelt was in the White House“ (deutsch: „Die Menschen werden noch in hundert Jahren Gott auf Knien danken, dass Franklin D. Roosevelt im Weißen Haus war“).

### Berufungen an den Supreme Court
Roosevelt ernannte in seiner Zeit als Präsident acht Richter an den Obersten Gerichtshof der USA; mit Ausnahme von George Washington, dem ersten Präsidenten, mehr als jeder andere Amtsinhaber:
- Hugo Black, 1937
- Stanley Forman Reed, 1938
- Felix Frankfurter, 1939
- William O. Douglas, 1939
- Frank Murphy, 1940
- James F. Byrnes, 1941
- Robert H. Jackson, 1941
- Wiley Blount Rutledge, 1943

Harlan Fiske Stone, bereits 1925 von Calvin Coolidge an den Obersten Gerichtshof berufen, wurde von ihm 1941 zum Chief Justice ernannt.
Weitere Berufungen erfolgten an niedrigere Bundesgerichte.

## Nachleben

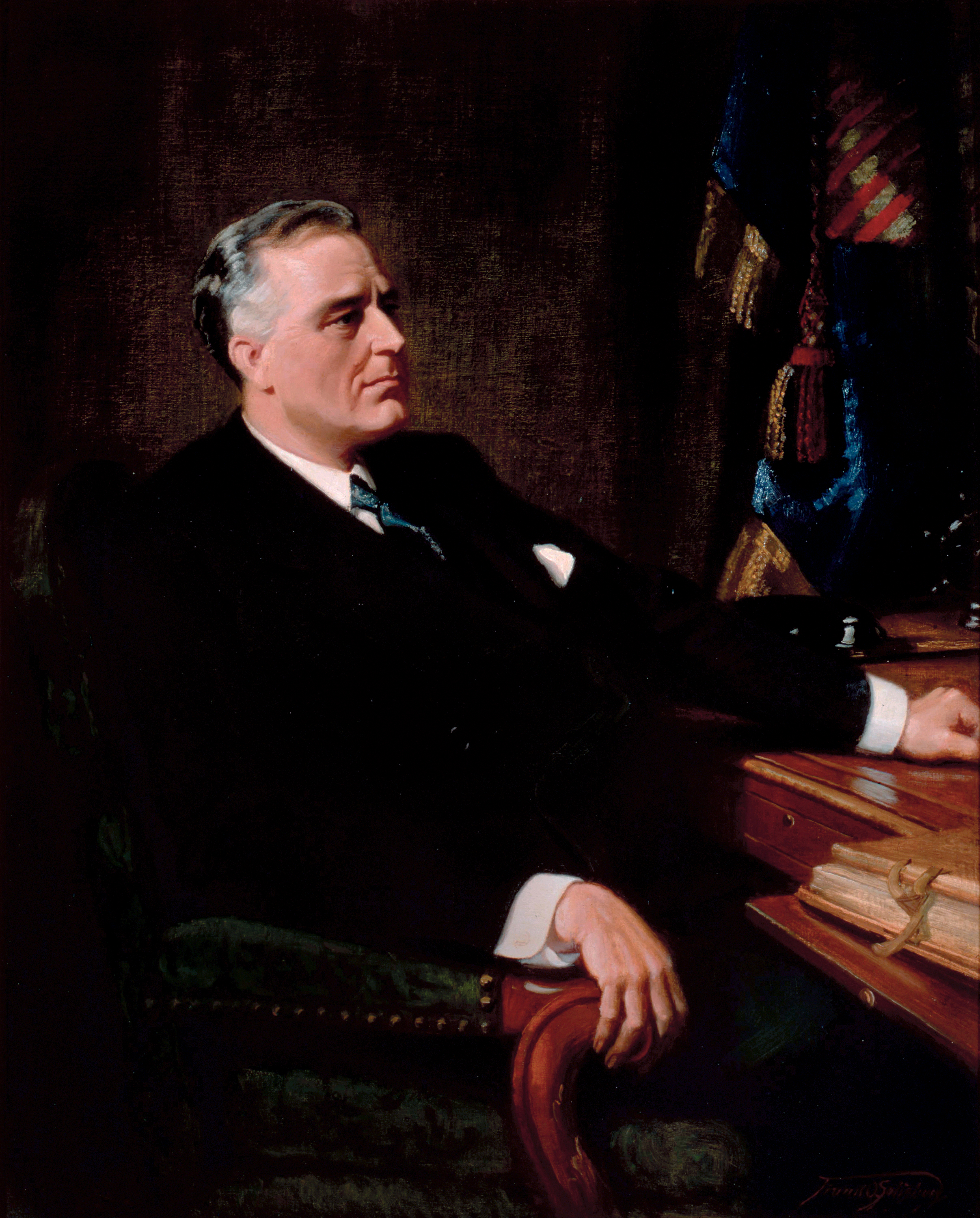
Offizielles Porträt von Roosevelt im Weißen Haus

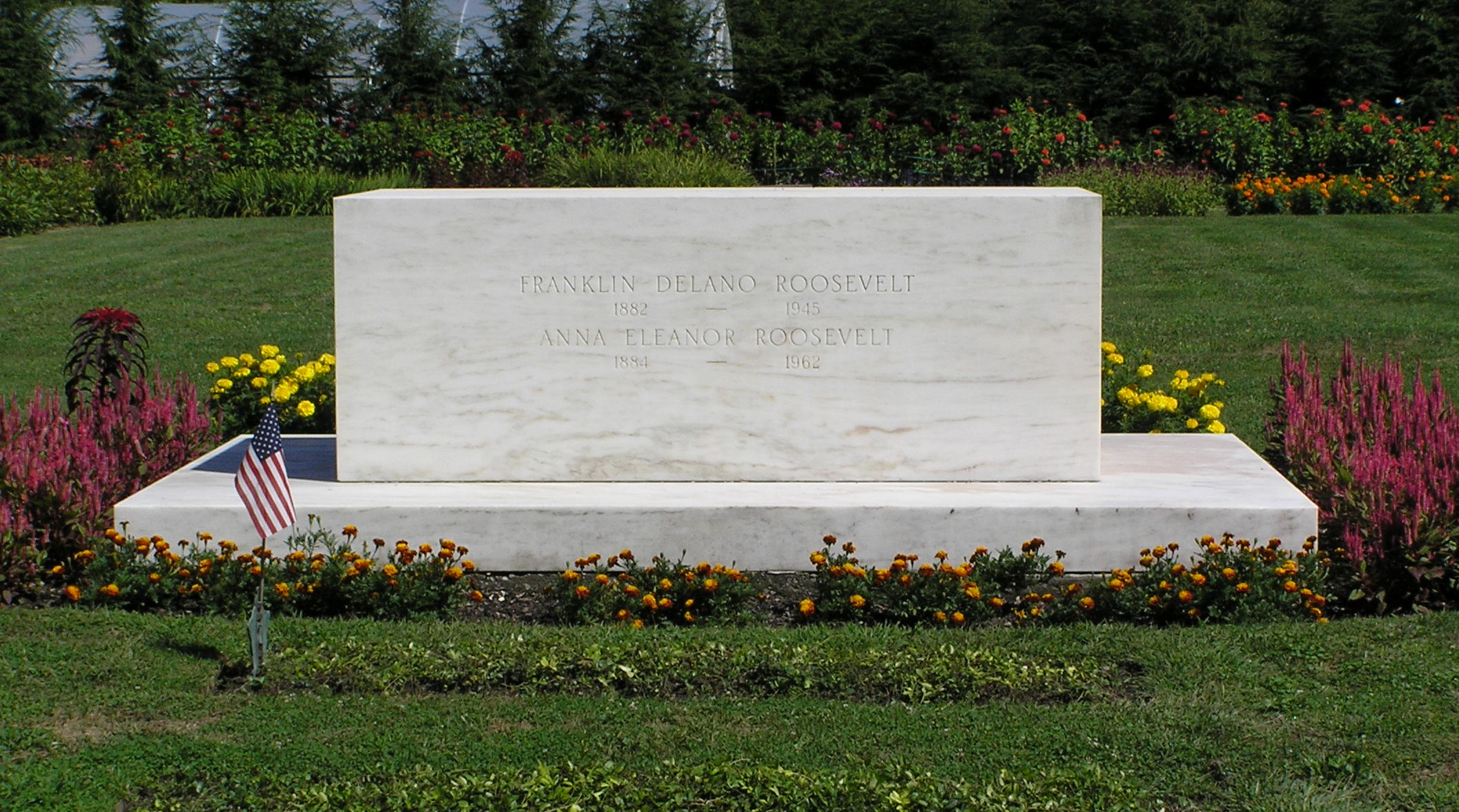
Roosevelts Grabstätte in Hyde Park, New York

Roosevelt gilt bis heute nicht nur als einer der bedeutendsten Präsidenten der USA, sondern auch als eine der prägendsten Figuren im 20. Jahrhundert. In den zwölf Jahren seiner Zeit im Weißen Haus vollzogen sich innen- wie außenpolitisch maßgebliche Wendungen in der Geschichte der USA und der Welt. Seine progressiven Reformen mit dem New Deal schufen das Grundgerüst für den amerikanischen Sozialstaat und bescherten dem Land wirtschaftlichen Aufschwung, der später durch den Zweiten Weltkrieg weiter begünstigt wurde und damit die USA endgültig aus der Weltwirtschaftskrise holte. Seine Wahl zum Präsidenten beendete die Politik des Laissez-faire seiner drei republikanischen Vorgänger Warren G. Harding, Calvin Coolidge und Herbert Hoover und führte damit zu deutlich mehr staatlichen Eingriffen als zuvor. Viele ihm nachfolgende Präsidenten beriefen sich auf die Fortsetzung von Roosevelts Innenpolitik, wie Lyndon B. Johnson mit dem Great-Society-Programm in den 1960er-Jahren.
Roosevelts Reformpolitik prägt die Vereinigten Staaten bis heute. Die Einführung der Sozialversicherung kann hier in besonderem Maße genannt werden. Mit dem amerikanischen Eingreifen in den Zweiten Weltkrieg traten die USA nach einer Phase der Konzentration auf innere Angelegenheiten nach dem Ersten Weltkrieg erneut als globale Supermacht auf. Roosevelts Agieren in diesem globalen Konflikt resultierte einerseits in einem rasanten wirtschaftlichen Aufschwung (sowie dem Nachkriegsboom nach seiner Amtszeit) und andererseits in der Festigung der Stellung der Vereinigten Staaten als führender Supermacht in der Westlichen Welt (neben der UdSSR im Ostblock).
Unter Roosevelt wurde außerdem die Zahl der Bundesbehörden und weiteren dem Präsidenten unterstehenden Institutionen stark ausgedehnt. Dies führte dazu, dass der US-Präsident mehr exekutive Macht auf sich vereinigte als je zuvor. Wie kein Präsident vor ihm schaltete sich Roosevelt in Gesetzgebungsverfahren ein, was von vielen Historikern als eine Machtverschiebung von der Legislative hin zur Exekutive gesehen wird. Spätere amerikanische Präsidenten beanspruchten auf diesem oder ähnlichen Weg ein Initiativrecht in der Gesetzgebung. Durch diese Ausweitung der Macht des Präsidenten wird Roosevelt von vielen Historikern als Begründer der modernen amerikanischen Präsidentschaft angesehen.
Roosevelt ist seit 1946 auf der Vorderseite des US-Dime abgebildet. Der Dime wurde deshalb ausgewählt, weil sich Roosevelt mit der Wohltätigkeitsorganisation March of Dimes für die Bekämpfung der Kinderlähmung einsetzte. Nach Roosevelt sind in den USA außerdem mehrere Plätze und Straßen benannt. Roosevelt Island in New York City wurde ebenfalls nach dem 32. US-Präsidenten benannt. Nach seinem Vorgänger Herbert Hoover war er der zweite Präsident, der sich bereits zu Lebzeiten der Errichtung einer Präsidentenbibliothek widmete.